# St. Katharina (Garching)

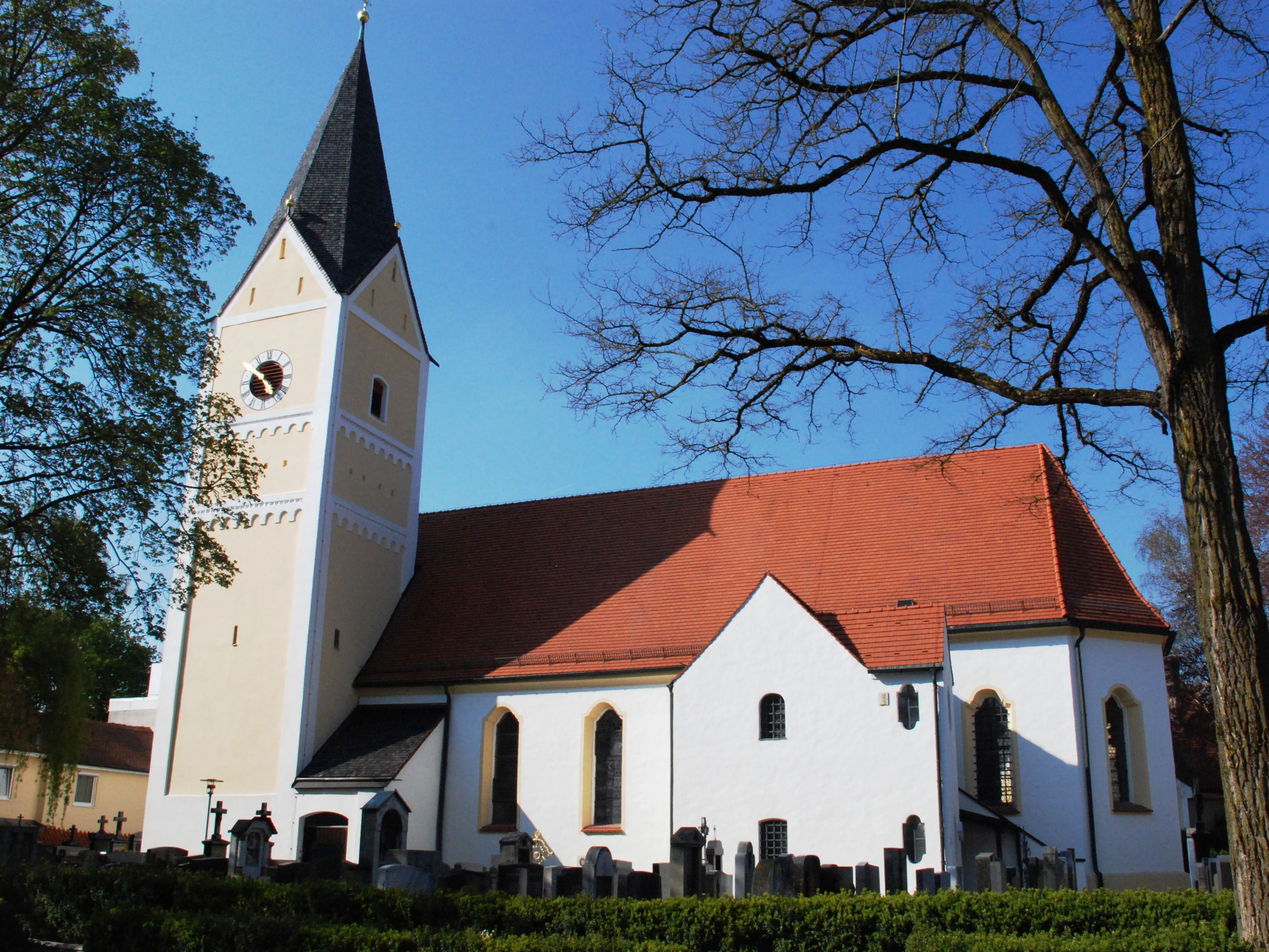
Außenansicht der Kirche St. Katharina von Süden

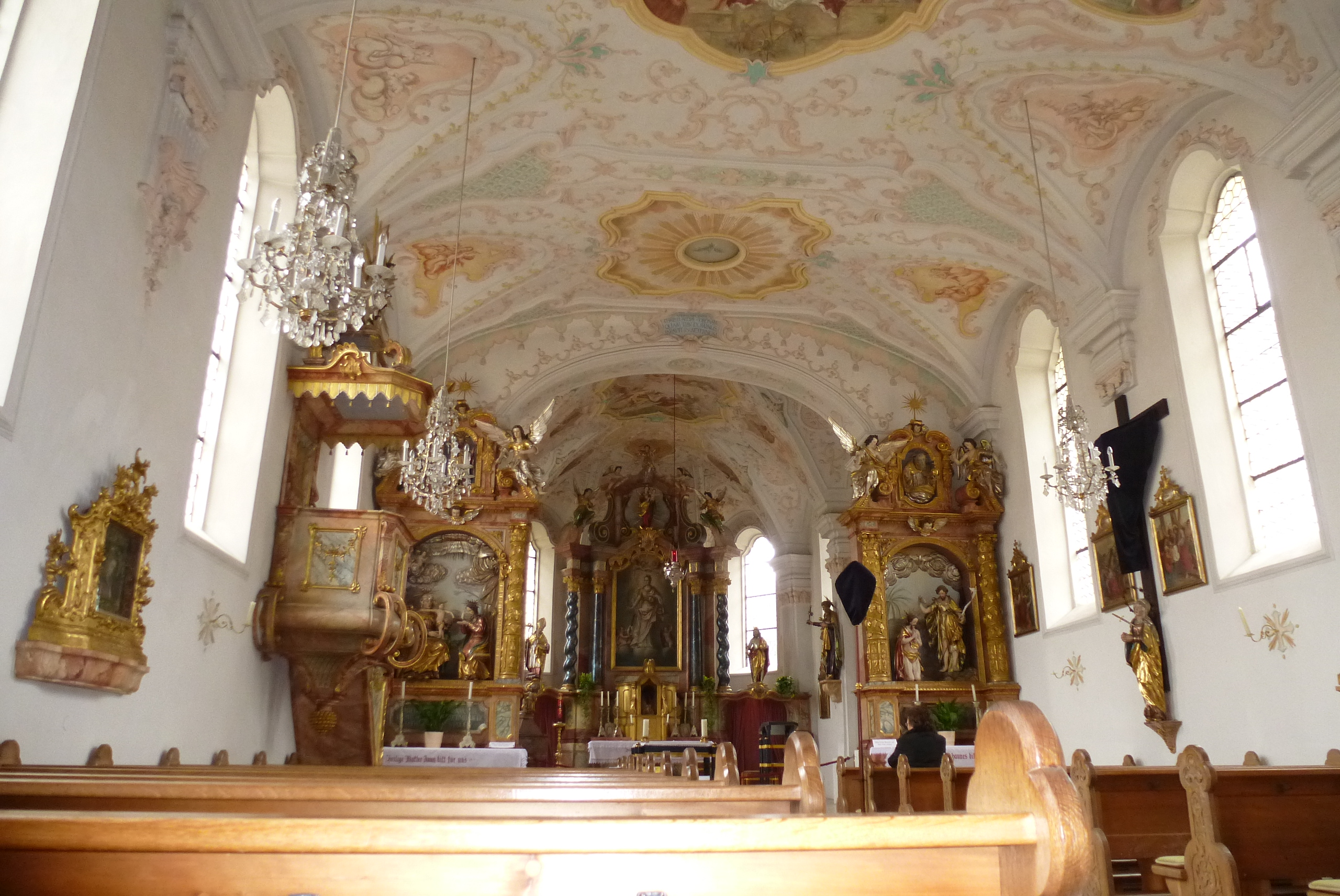
Innenansicht gegen Osten

St. Katharina (auch: Katharinenkirche) ist die ehemalige römisch-katholische Pfarrkirche von Garching bei München. Mit der Weihe der neuen Pfarrkirche St. Severin am 17. September 1967 wurde St. Katharina zur Nebenkirche abgestuft.
Während die ältesten Teile der Bausubstanz noch aus dem 13. Jahrhundert stammen, wurden Langhaus, Chor und Sakristei im 15. Jahrhundert in der heutigen Form erbaut. Die Ausstattung wurde im 18. Jahrhundert barockisiert. Das dem Erzbistum München und Freising zugehörige Gotteshaus mit dem Patrozinium der hl. Katharina von Alexandrien (Gedenktag: 25. November). Es ist als Baudenkmal mit der Nummer D-1-84-119-5 in der Denkmalliste des Bayerischen Landesamtes für Denkmalpflege aufgeführt.

## Lage

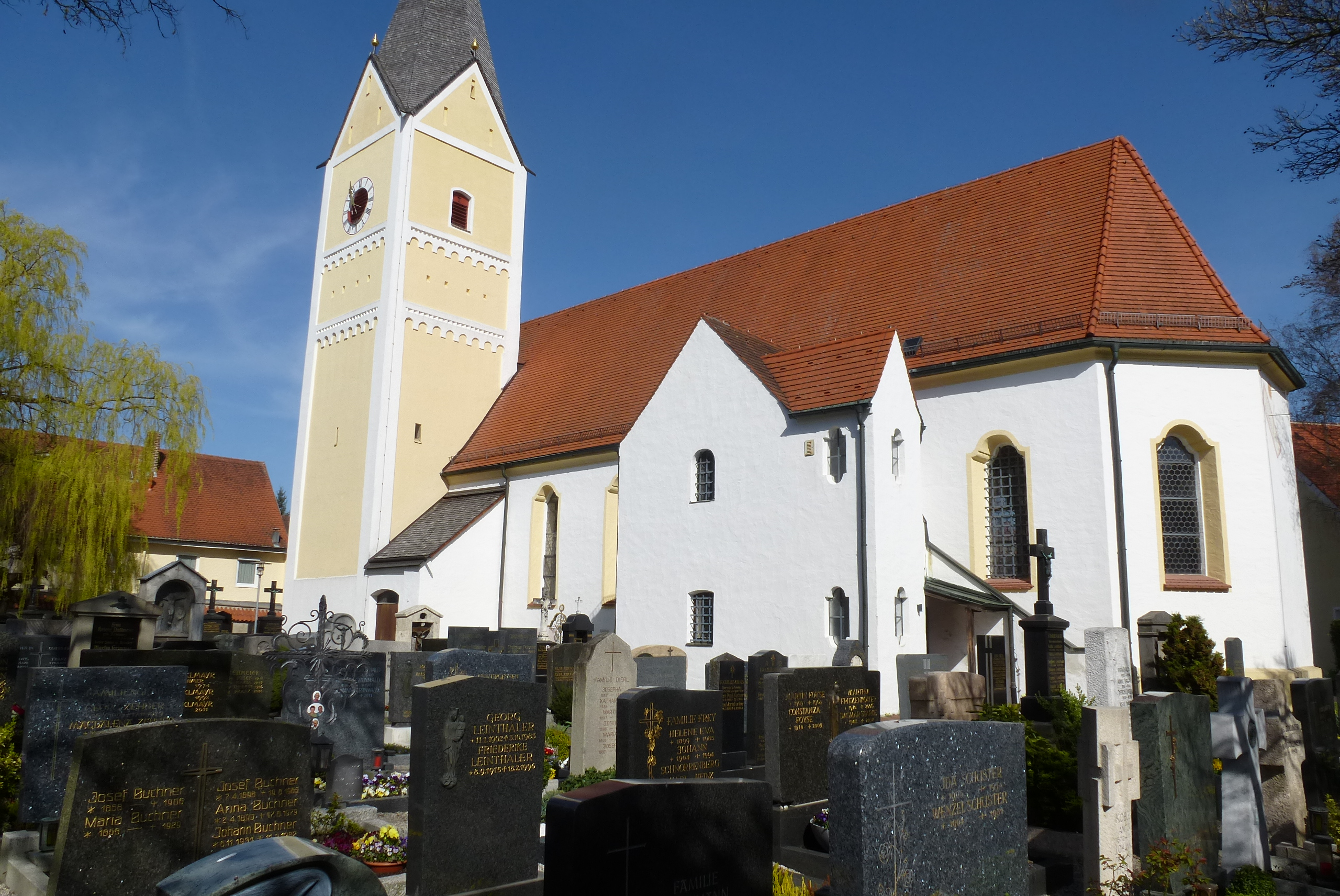
St. Katharina von Südosten, im Vordergrund Teile des kirchlichen Friedhofs

Die Kirche liegt im alten Dorfzentrum Garchings nahe dem U-Bahnhof Garching an der Münchener Straße und ist von einem kirchlichen Friedhof umgeben, der 1955 nach Südosten hin deutlich erweitert wurde. Seit 1963 besteht zusätzlich ein städtischer Friedhof an der Freisinger Landstraße.

## Geschichte

### Geschichte der Pfarrei
Um 760 wurde erstmals eine Kirche in Garching erwähnt. Diese war dem Kloster Tegernsee zugehörig. Um 915 wurden Ort und Kirche dann säkularisiert und vom bairischen Herzog Arnulf dem Bösen beansprucht. Um 1020 oder etwas später (wahrscheinlich unter dem Weihenstephaner Abt Arnold I.) schenkte der Freisinger Bischof Egilbert die Pfarrei Garching dem Kloster Weihenstephan, wo es bis zu dessen Auflösung im Zuge der Säkularisation 1803 verblieb.
Im Jahr 1260 wurde die Kirche in einer Päpstlichen Urkunde als Pfarrkirche St. Maria Magdalena mit den zugehörigen Ortschaften Dirnismaning, Freimann, Fröttmaning, Lappen, Mallertshofen, Schleißheim und Wachrain beurkundet. Bemerkenswert ist in diesem Zusammenhang, dass in der ältesten diözesanen Pfarrbeschreibung aus dem Jahr 1315 Mallertshofen als Pfarrkirche genannt wird und dort für das Jahr 1190 ein Pfarrer „Chunradus“ urkundlich belegt ist. Die Pfarrbeschreibung von 1524 spricht dagegen wieder von der Pfarrei Garching, wobei hier erstmals das Patrozinium St. Katharina genannt wird.
Um 1560 wurden in der Pfarrei 250 Kommunikanten gezählt, um 1740 bereits 586. Bis zum Jahr 1698 wurden häufig Benediktinermönche aus Weihenstephan als Pfarrvikare in Garching eingesetzt, seitdem wirken hier durchgehend Weltpriester. Dennoch übte das Kloster Weihenstephan bis zur Säkularisation in Bayern 1805 das Präsentationsrecht auf die Pfarrei aus, danach der bayerische König und seit 1837 der Erzbischof. Im Jahr 1880 lebten im Pfarrdorf Garching rund 450 Seelen, zum Zeitpunkt der Stadterhebung im Jahr 1990 wurden in der Pfarrei 7000 Katholiken gezählt.
Die oben aufgeführten Filialen wurden inzwischen überwiegend von der Mutterpfarrei losgelöst. Heute besteht dafür die in den Jahren 1969 bis 1971 erbaute Filialkirche St. Franziska Romana in Hochbrück. Bereits ab 1964 war in Garching, das als Standort neuer Forschungseinrichtungen zur damaligen Zeit ein enormes Wachstum erfuhr, etwa 300 Meter westlich der Katharinenkirche die neue moderne Pfarrkirche St. Severin erbaut worden. Mit deren Weihe am 17. September 1967 wurde St. Katharina zur Nebenkirche abgestuft.

### Baugeschichte
Mit der frühen urkundlichen Nennung der Katharinenkirche geht deren ältester Vorgängerbau wahrscheinlich auf das 1. Jahrtausend zurück. Der älteste noch erhaltene Teil der Kirche, der romanische Turmunterbau, stammt aus dem 13. Jahrhundert. Charakteristisch hierfür ist das Mauerwerk. So konnte die Treppe zum ersten Obergeschoss beispielsweise in der Mauerstärke untergebracht werden.
Im späten 15. Jahrhundert wurden Langhaus, Chor und Sakristei in der heutigen Form errichtet und der ursprünglich freistehende Turm mit dem Kirchenbau verbunden. Spätgotische Elemente, die aus dieser Zeit stammen, lassen sich heute u. a. noch im Netzgewölbe der Sakristei und in der südlichen Eingangshalle, deren Gewölberippen inzwischen abgeschlagen wurden, feststellen. Außerdem wurden die Seitenwände mit einem gemalten Leidenszyklus im spätgotischen Stil verziert. Dieser wurde durch die barocke Ausrundung der Fensteröffnungen größtenteils zerstört; lediglich an den Wänden im Dachboden sind noch Teile davon erhalten. Im Kirchenraum selbst wurde 1950 im Zuge der Restaurierung über dem Portal ein spätgotisches Fresko freigelegt.
Unter dem Weihenstephaner Abt Ildefons Huber erfolgte 1735/36 die Barockisierung der Kirche. Dabei wurde die Rippen des gotischen Gewölbes abgeschlagen und die Deckenzone mit reichem Stuck und Deckengemälden im Stil des frühen Rokoko verziert. Der Chorbogen und die Fensteröffnungen, die vormals spitzbogig ausgeführt waren, wurden barock ausgerundet. Außerdem erhielt die Kirche damals ihre prunkvolle, im Wesentlichen bis heute erhaltene Ausstattung im Stil des Spätbarock bzw. Frührokoko. Die Kanzel dagegen ist erst 1778 entstanden und stellt somit ein Spätrokokowerk dar.
Im Laufe des 19. Jahrhunderts wurde die Kirche mehrfach restauriert. Besonders dringlich war die Erneuerung des Kirchendachs im Jahr 1894, da zuvor eindringende Feuchtigkeit die Stuckaturen und Fresken stark in Mitleidenschaft gezogen hatte. 1892/93 war bereits eine neue Empore auf zwei Stützen eingezogen worden. 1895 wurde der Tabernakel durch den Münchner Architekten Joseph Elsner senior zur heutigen Gestalt umgebaut. In der Zeit von 1947 bis 1950 wurden die Kriegsschäden an der Kirche beseitigt. Dabei wurden die etwas trüben Farbfenster, die wahrscheinlich im Zuge der Renovierung von 1894 eingesetzt worden waren, gegen die heutigen klaren Sechseckgläser ausgetauscht. Außerdem wurde der Turm neu mit Kupfer eingedeckt sowie die Wand- und Deckengemälde restauriert und in ihrer ursprünglichen Farbgebung wiederhergestellt.
Nachdem man 1962 innerhalb von nur einem Monat die dringlichsten Renovierungsarbeiten im Innenraum durchgeführt hatte, wurde nach der Einweihung der neuen Pfarrkirche die Katharinenkirche in den Jahren 1973 bis 1976 einer umfassenden Außen- und Innenrenovierung unterzogen. Dabei wurde u. a. der Turm neu verputzt, ein neues Betonfundament mit Isolierung eingemauert, der Fußboden erneuert und isoliert, neues Gestühl unter Verwendung der barocken Wangen eingebaut, neue Beichtstühle angeschafft und eine Sicherheitsanlage eingebaut. Außerdem wurde aus Babensham bei Wasserburg am Inn eine barocke Figur des Geißelheilands aus der Zeit um 1720 erworben.
In den Jahren 1982 und 1983 wurde das Kirchendach neu gedeckt und die feuchten Mauern des Altarhauses getrocknet. In der Zeit von 1988 bis 1990 wurde eine aufwändige Innenrenovierung unter der Leitung der Firma Wiegerling aus Gaißach bei Bad Tölz durchgeführt. Dabei wurden u. a. die Altäre restauriert und weitgehend in ihren barocken Urzustand gebracht sowie ein moderner Volksaltar und ein entsprechendes Ambo im Chorraum aufgestellt. Zugleich erhielt die Stuckdekoration ihre ursprüngliche barocke Farbgebung. Der barocke Chorbogen musste statisch gesichert werden und wurde deshalb mit einer starken Holzkonstruktion neu vom Dachstuhl abgehängt. Schließlich wurden neue Schleierbretter für den Orgelprospekt angefertigt und am Zugang zur Orgelempore eine neue schmiedeeiserne Tür eingesetzt.
Im Jahr 2006 wurde der Turm für rund 500.000 Euro umfassend saniert. Dabei wurde u. a. der Dachstuhl des Turms erneuert, um drei Meter angehoben und neu mit Schindeln aus Sibirischer Lärche (anstelle der Kupferdeckung von 1950) eingedeckt. Außerdem wurden der Putz, die Elektroinstallationen und das Uhrwerk erneuert sowie neue Glocken aufgezogen.

### Kurioses
Am 30. Juni 1704 erlebte Garching einen barocken Festtag, als während des Spanischen Erbfolgekrieges das Ettaler Gnadenbild vor plündernden Soldaten über München nach Freising in Sicherheit gebracht wurde. Der Fürstbischof Johann Franz von Eckher nahm das Bild in Garching in Empfang und ließ es einen Tag lang zur Verehrung in der Katharinenkirche aufstellen, bevor es in seine Freisinger Residenz verbracht wurde.

## Architektur

### Außenbau
St. Katharina ist eine barocke Saalkirche. Das Langhaus umfasst fünf Fensterachsen. Der Ostchor, der nur wenig schmäler als das Langhaus und mit diesem unter einem Satteldach vereinigt ist, umfasst zwei Joche und einen Schluss in drei Seiten des Achtecks. Der Außenbau ist bis auf die mit eingezogenen Rundbogen abschließenden Fensteröffnungen weitgehend ungegliedert. Dabei heben sich die gelb getünchten Fensterlaibungen deutlich von den weißen Außenwänden ab. Das einzige Portal befindet sich auf der Südseite im vierten Joch von Osten. Im Winkel zwischen Turm und Langhaus befindet sich eine kleine Vorhalle.
Der an der südwestlichen Ecke des Langhauses angebaute, in das Kirchenschiff einspringende Turm besitzt durch sein dickes Mauerwerk einen wehrhaften Charakter. Der Unterbau, der durch Rundbogenblenden gegliedert wird, ist noch romanisch. Das ursprüngliche Satteldach wurde beim Bau der gotischen Kirche durch einen Spitzhelm ersetzt. Dieser erhebt sich über vier Dreiecksgiebeln, die das Glockengeschoss nach oben hin abschließen. An der Südseite des Turmes befindet sich eine Sonnenuhr. Auf der Südseite ist im Winkel zwischen Langhaus und Chor eine zweigeschossige Sakristei mit zwei Dreiecksgiebeln gen Süden und gen Osten angebaut.

### Innenraum
Das Langhaus enthält ein flaches Tonnengewölbe mit Stichkappen, das aus Pilastern toskanischer Ordnung entspringt. Das Presbyterium ist dagegen von mit einem Gewölbe ausgestattet, das von Wandpfeilern mit reich profilierten Kapitellen getragen wird. Den Übergang zwischen Langhaus und Chor vermittelt der flache Chorbogen, dessen Scheitel von einer Kartusche mit der Inschrift VENl SPONSA CHRISTI ACCIPE CORONAM QUAM TIBI DOMINUS PARAVIT IN AETERNUM (lat. „Komme, Braut Christi, empfange die Krone, die der Herr dir auf ewig bereitet hat“) verziert wird. Letztere bezieht sich auf das Martyrium der Kirchenpatronin Katharina von Alexandrien, das in den Deckenfresken dargestellt wird. Im rückwärtigen Langhausjoch ist eine hölzerne Orgelempore auf zwei Stützen eingezogen.

## Ausstattung

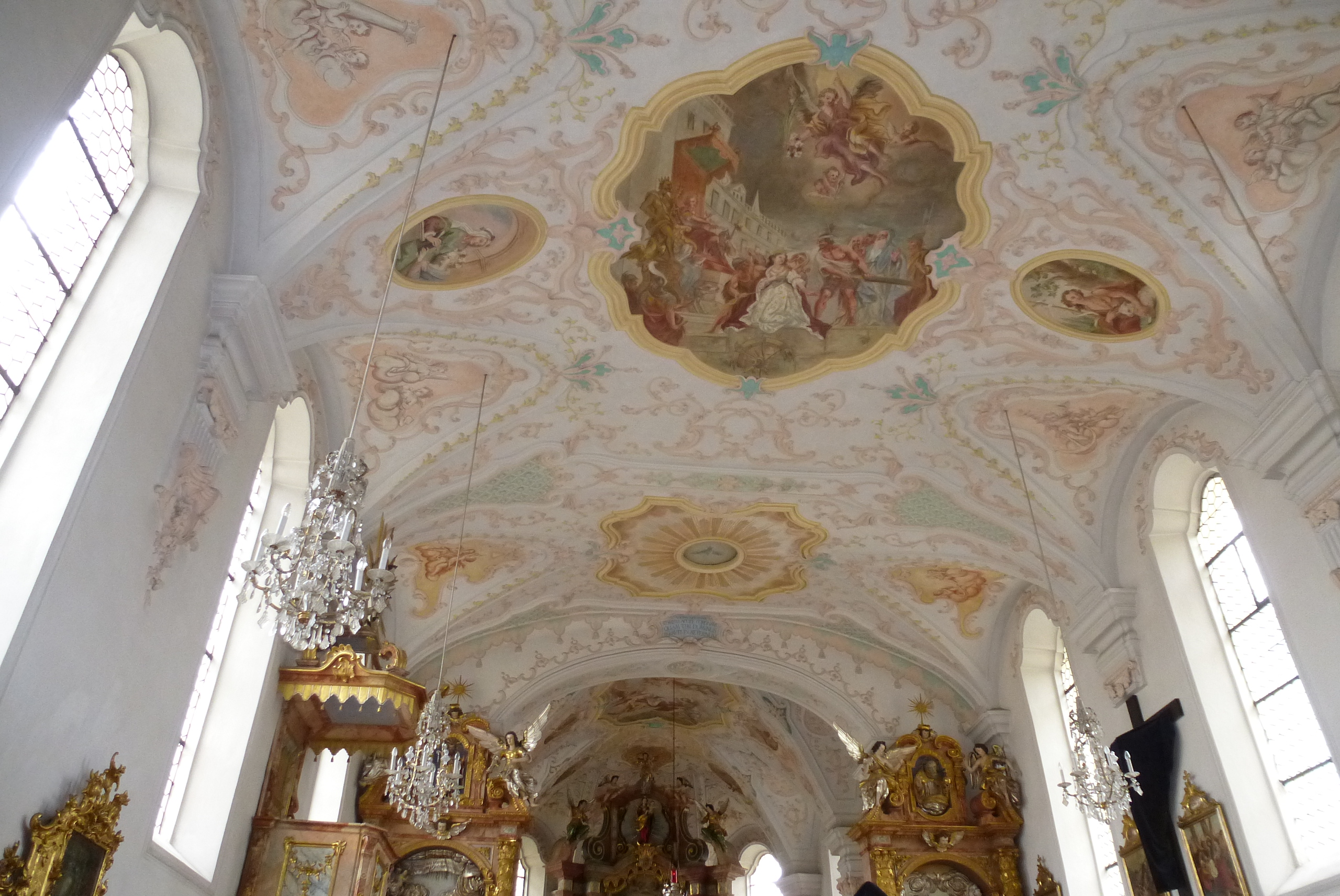
Blick in das Langhausgewölbe

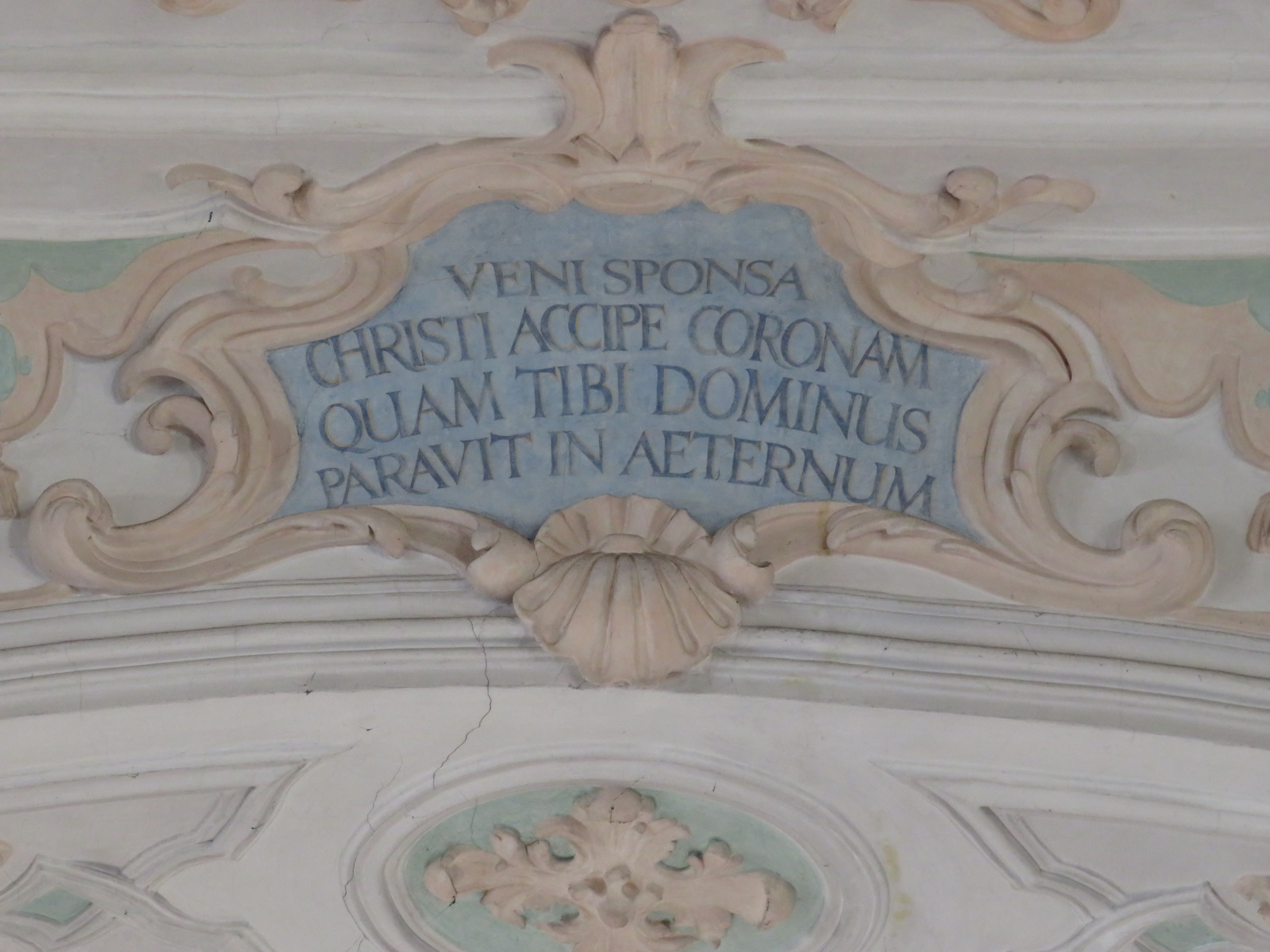
Kartusche mit Inschrift über dem Chorbogen

### Wand- und Deckengemälde
Zur ältesten Ausstattung der Kirche gehört ein 1950 freigelegtes Wandfresko aus der Zeit um 1540, welches sich innen über dem Portal befindet. Dabei handelt es sich um eine seltene Darstellung, die in der Diskussion der theologischen Rechtfertigungslehre auch reformatorisches Gedankengut einbezieht und beispielsweise auch in der Landshuter Martinskirche zu finden ist. Der Mensch, der durch die Person Adams repräsentiert wird, wird von Johannes dem Täufer auf den gekreuzigten Christus hingewiesen, dessen Tod laut Beschreibung „unser[e] Rechtfertigung“ ist. Eingebunden sind auch Szenen vom Beginn und Ende des Lebens Jesu, von der Verkündigung der Engel an die Hirten und der Auferstehung Jesu Christi. Durch die Einziehung des barocken Gewölbes wurden Teile des Gemäldes abgeschnitten.
Seit der Barockisierung 1735/36 trägt auch die Langhausdecke anstelle der gotischen Gewölberippen aufwändige Fresken, umrahmt von Frührokokostuck in Form von Bandel- und Gitterwerk, Rosetten und Engelsköpfen sowie Brokatmalerei. Letztere dürfte in Anlehnung an die Arbeiten der Brüder Asam im Freisinger Dom entstanden sein. Die vier Deckenfresken stellen Szenen aus dem Leben der heiligen Katharina dar. Beginnend über der Empore mit ihrer Gefangennahme spannt sich der Bogen über ihre Glaubensbezeugung vor Kaiser Maxentius und ihre Verurteilung um 307 in Alexandrien bis hin zum Verbringen ihres Leichnams durch Engel auf den Berg Sinai im Chor. Die seitlichen Kartuschen zeigen im Chor Brustbilder der vier Evangelisten und der Freisinger Dompatrone, im Langhaus Darstellungen theologischer Symbole. Die Schöpfer von Stuck und Fresken sind nicht überliefert, vermutlich aber im Umfeld des Hochstifts Freising zu suchen. Möglicherweise schuf Thomas Glasl die Stuckaturen und Josef Unterleutner die Deckengemälde.

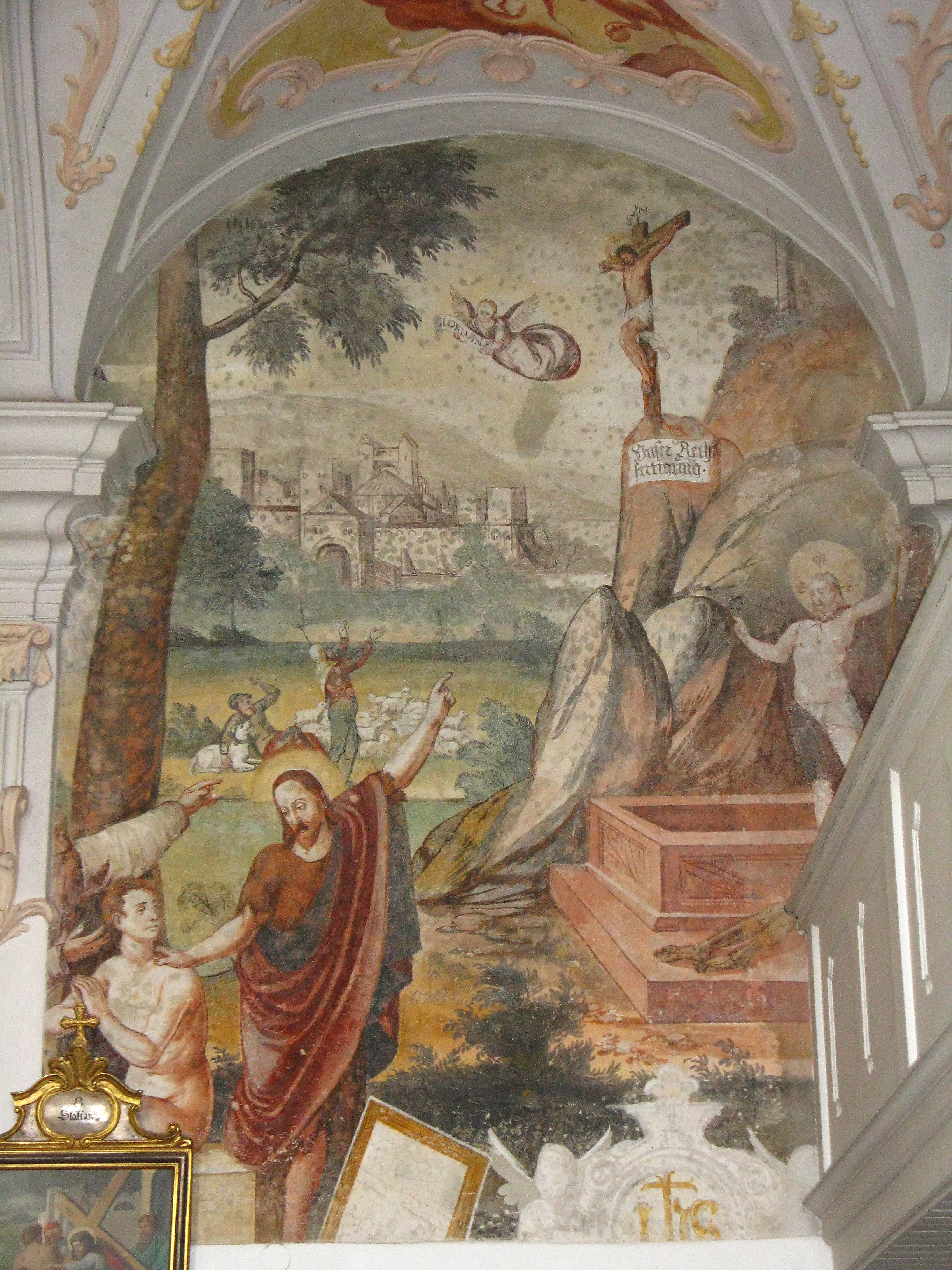
Spätgotisches Wandfresko des auf Jesus Christus hinweisenden Täufers über dem Südportal (um 1540)
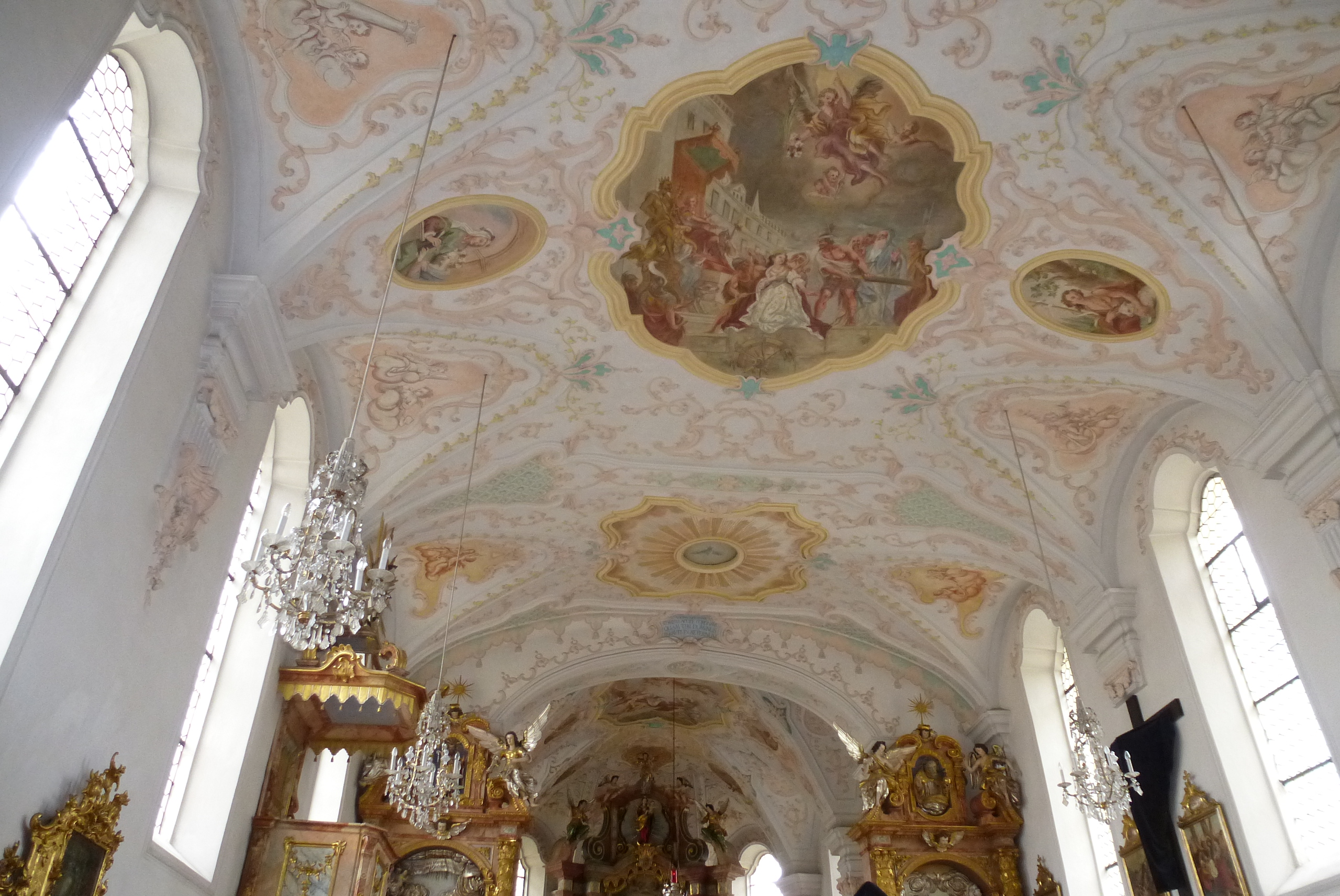
Stuckdecke im Stile des frühen Rokoko (1735/36)
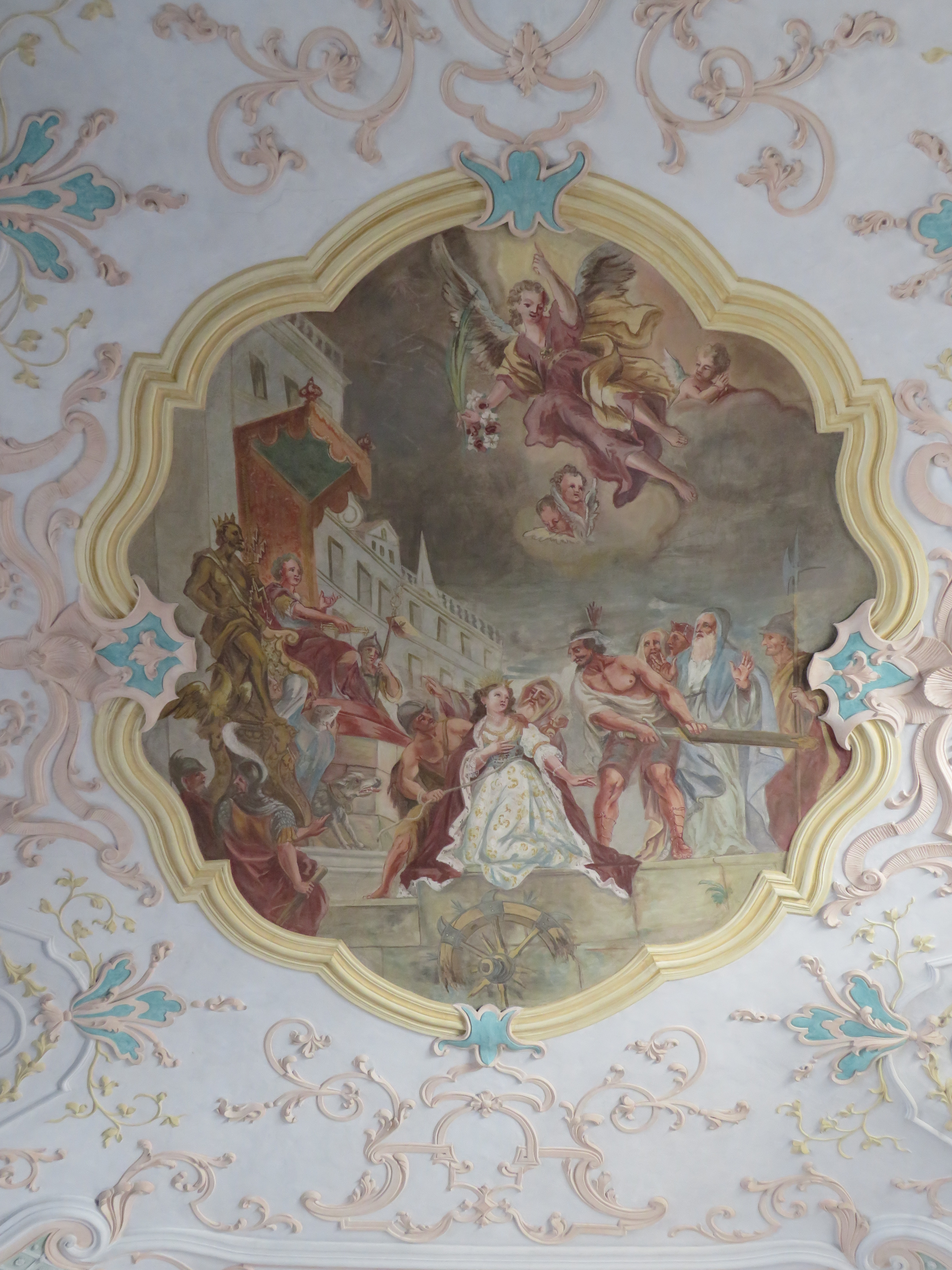
Barockes Deckenfresko von der Gefangennahme der hl. Katharina (1735/36)
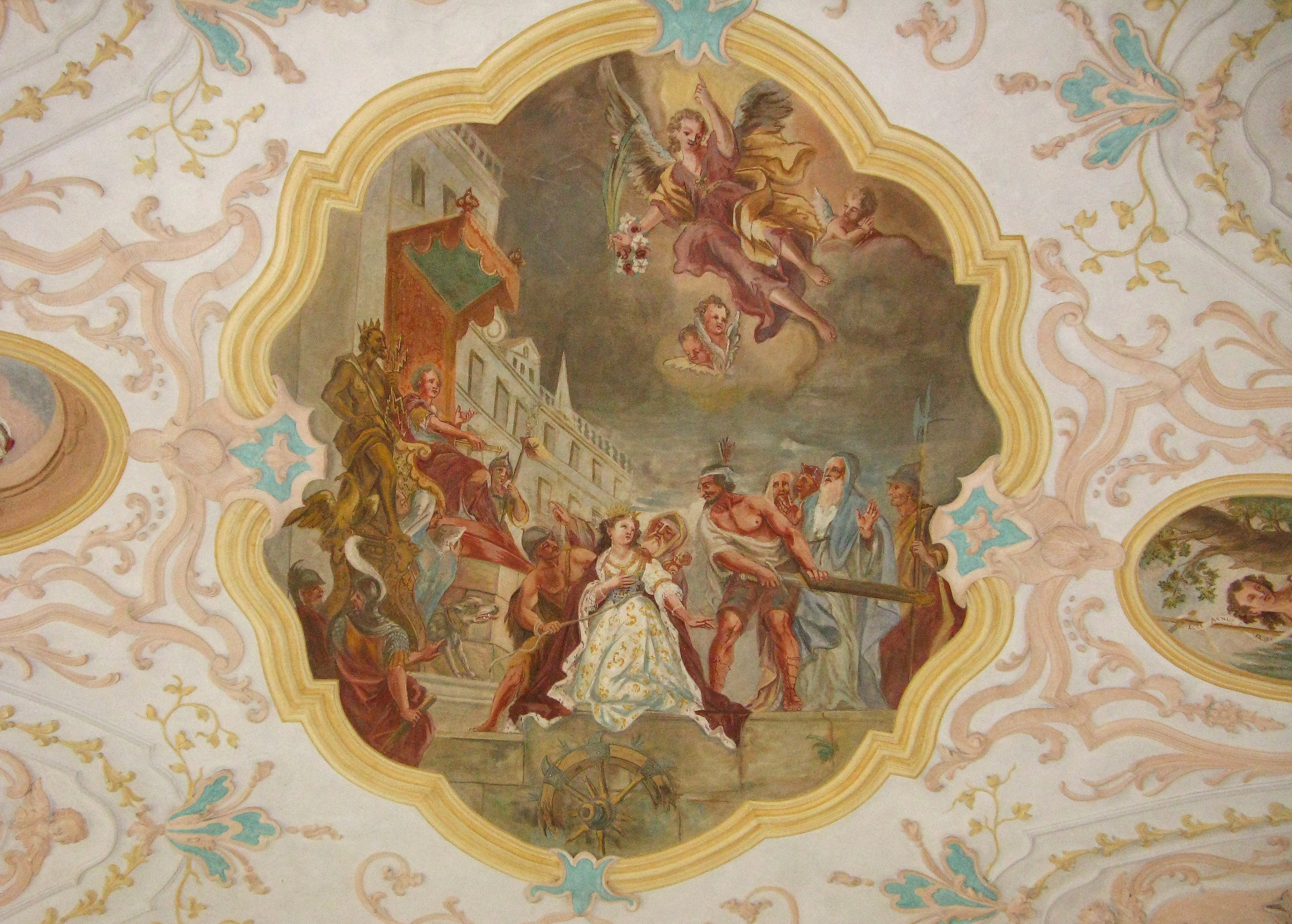
Barockes Deckenfresko von der Glaubensbezeugung der hl. Katharina vor dem Kaiser Maxentius (1735/36)
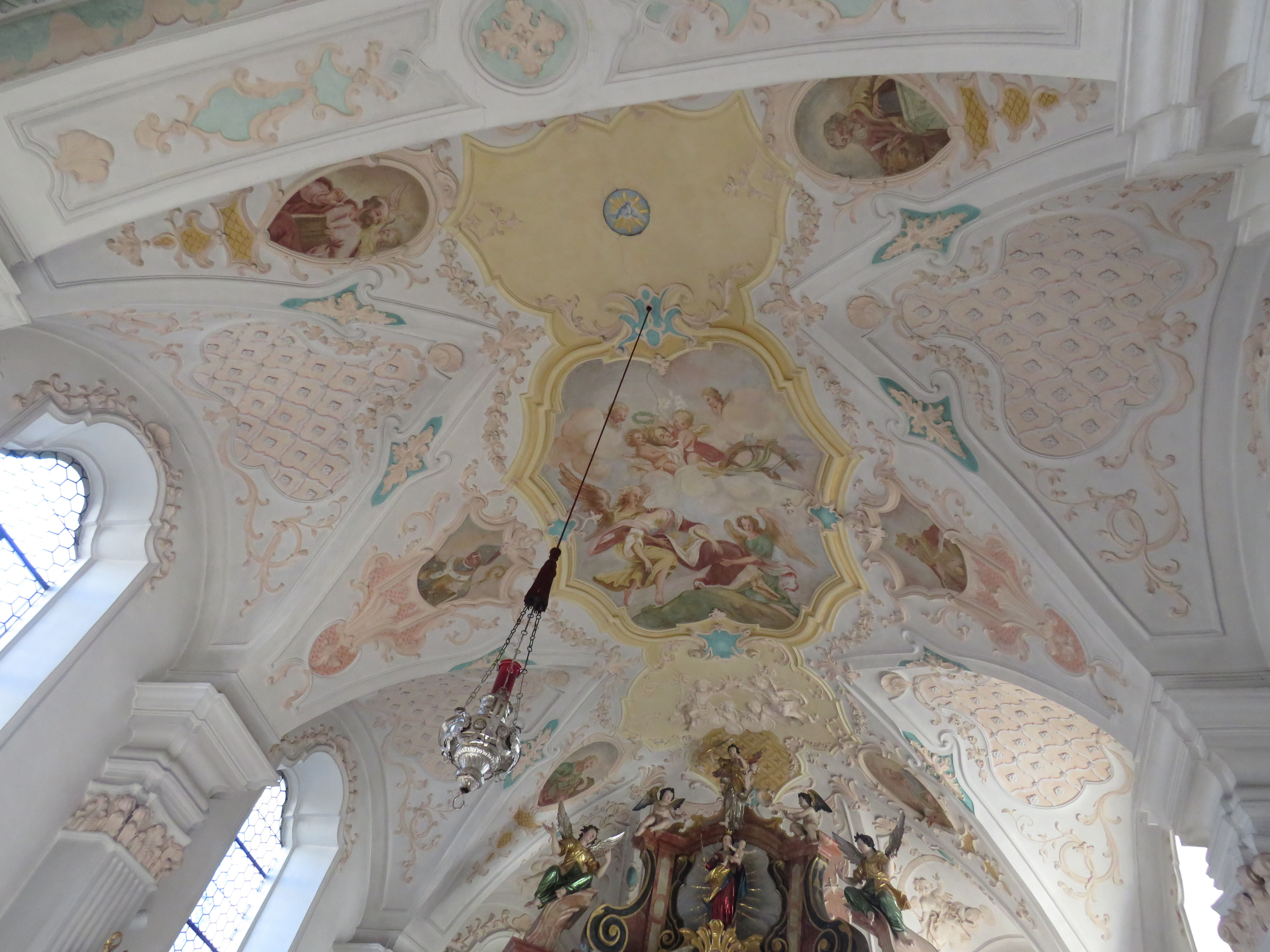
Barockes Deckenfresko von der Verbringung des Leichnams der hl. Katharina auf den Berg Sinai (1735/36)

### Altäre
Zur gleichen Zeit wie die Deckenfresken dürfte der Hochaltar, ebenfalls im Frührokokostil gehalten, entstanden sein. Der Aufbau wird von zwei geraden und zwei gewundenen Säulen mit korinthisierenden Kapitellen getragen. Diese umrahmen das Altarblatt mit einer Darstellung der Kirchenpatronin St. Katharina im Himmel. Im Auszug befindet sich eine bekrönte Madonnenfigur, die in der Linken das Jesuskind, in der Rechten das Zepter hält. Die Szene wird von zwei Pilastern und seitlichen Voluten flankiert. Der neobarocke Tabernakel, der mit vier Volutenpilastern verziert ist, wurde 1896 nach den Plänen des Münchner Architekten Joseph Elsner umgestaltet. Die Assistenzfiguren über den seitlichen Durchgängen, die die Freisinger Dompatrone St. Korbinian (links) und St. Sigismund (rechts) darstellen, wurden von dem Vorgängeraltar aus der Zeit um 1680 übernommen.
Ebenfalls aus der Zeit des Hochbarock (um 1685) stammen die beiden den Chorbogen flankierenden Seitenaltäre. Sie zeigen den damals für das Freisinger Hochstift typischen Stil. Der Aufbau wird von je zwei gewundenen, weinumrankten Säulen mit korinthisierenden Kapitellen getragen. Der Auszug über verkröpftem Gebälk wird von engelbesetzten Voluten flankiert. Der linke Seitenaltar enthält eine Figurengruppe der Anna selbdritt anstelle des Altarblatts und eine Figur des heiligen Josef im Auszug. Der rechte Seitenaltar zeigt eine Gruppe aus Schnitzfiguren, welche die Taufe Jesu im Jordan darstellt, und darüber eine Figur des Erzengels Michael.
Alle drei Altäre wurden im Zuge der Renovierung von 1988/90 von ihrer bisherigen, silbernen Fassung befreit, sodass – so weit wie möglich – der Originalzustand des 18. Jahrhunderts rekonstruiert werden konnte. So wurden die Säulen des Hochaltares in Nachahmung von dunkelblauem Lapislazuli gefasst, die Säulen der Seitenaltäre in Rauhgold und deren Weinranken in glattem Gold.

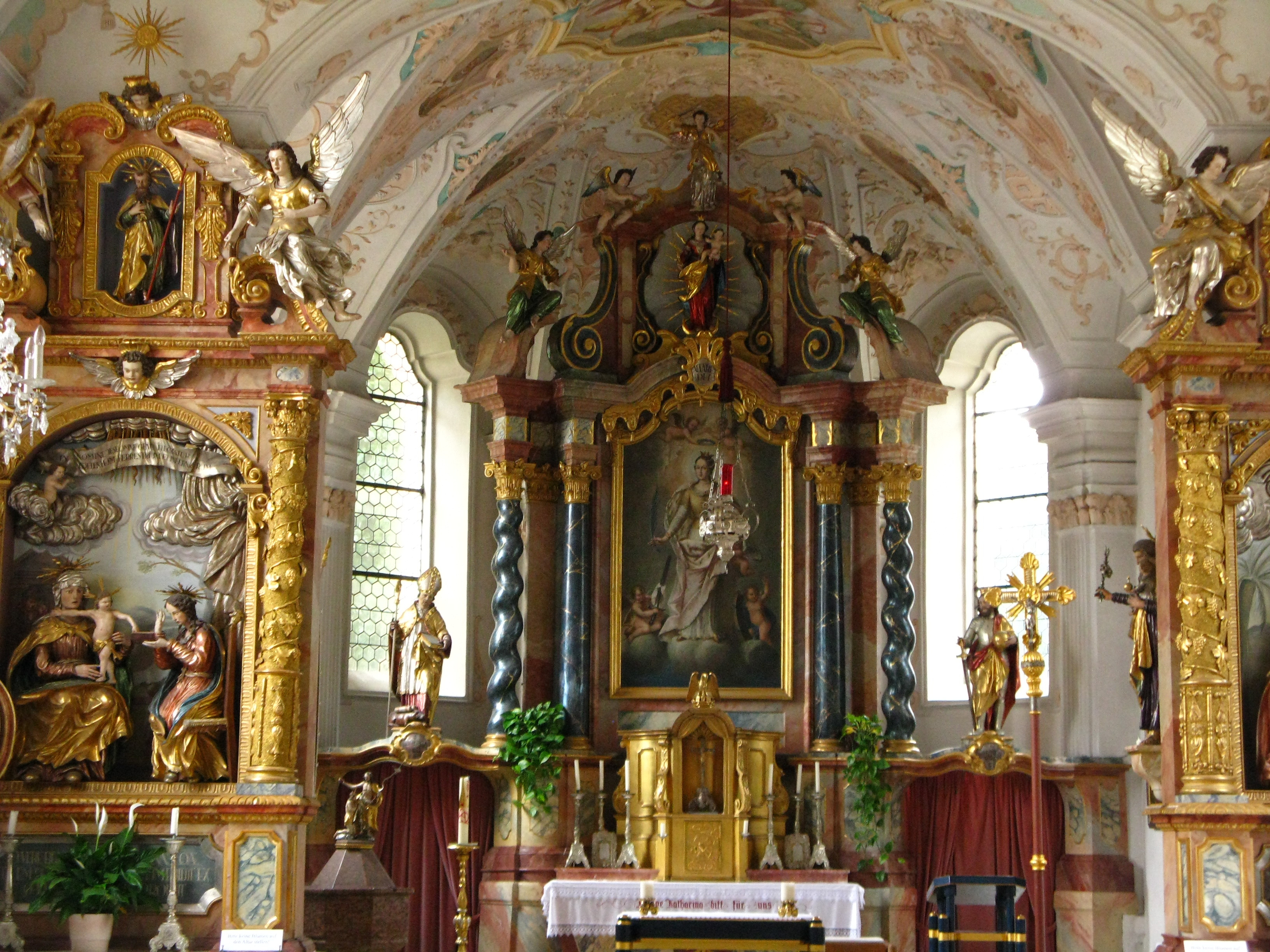
Altäre im Stile des Barock bzw. frühen Rokoko
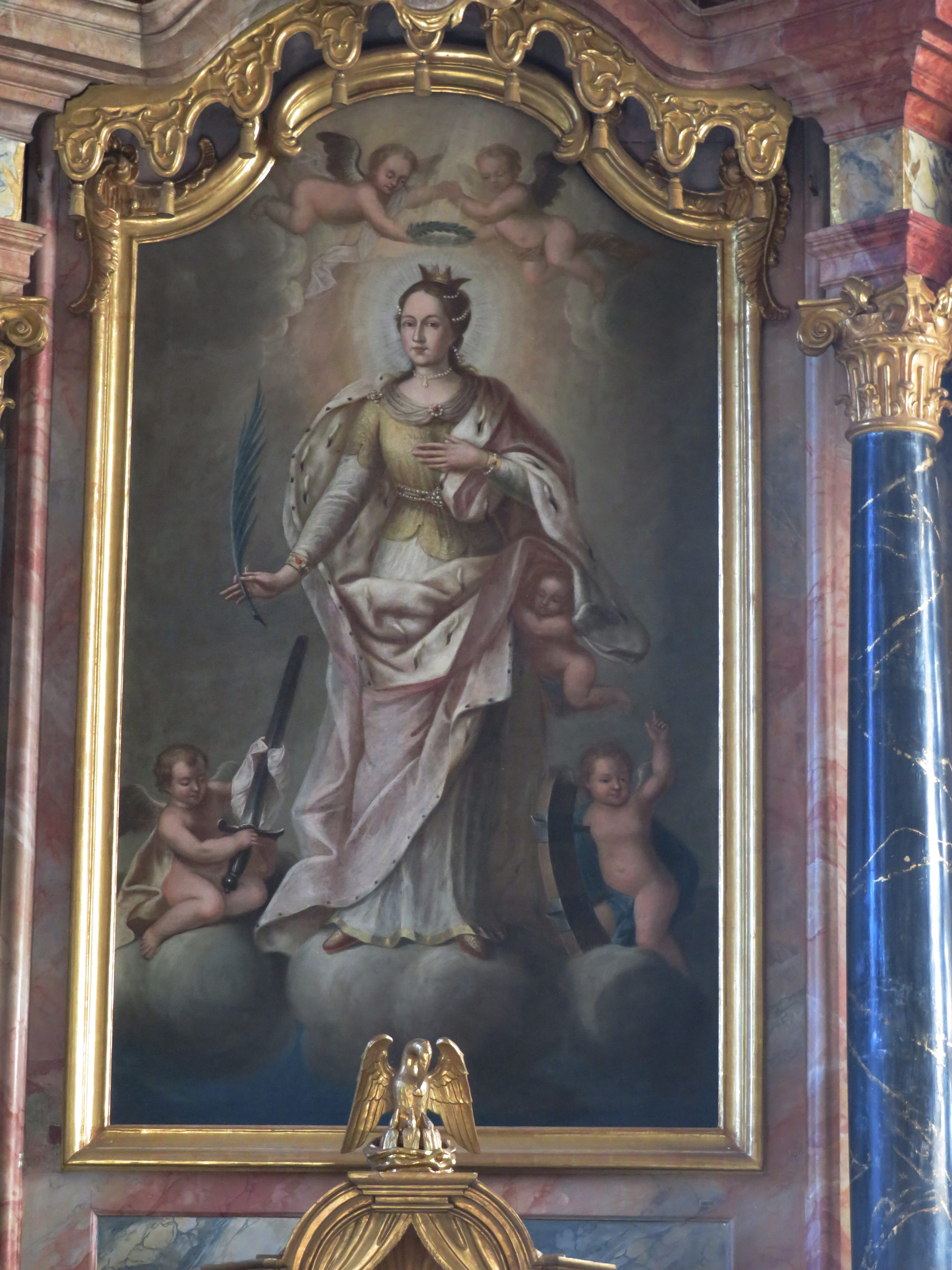
Hochaltarblatt mit einer Darstellung der heiligen Katharina
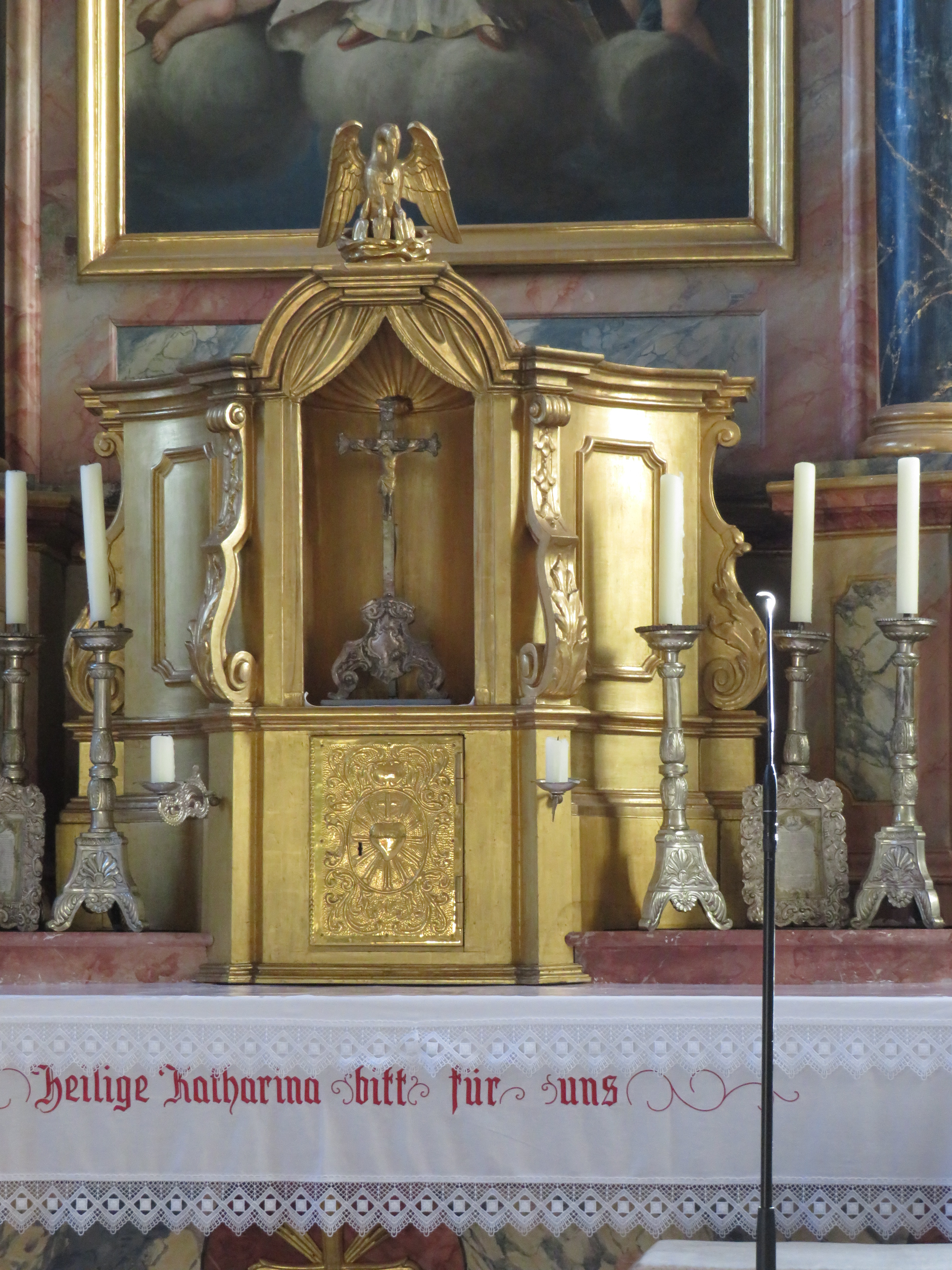
Neobarocker Tabernakel
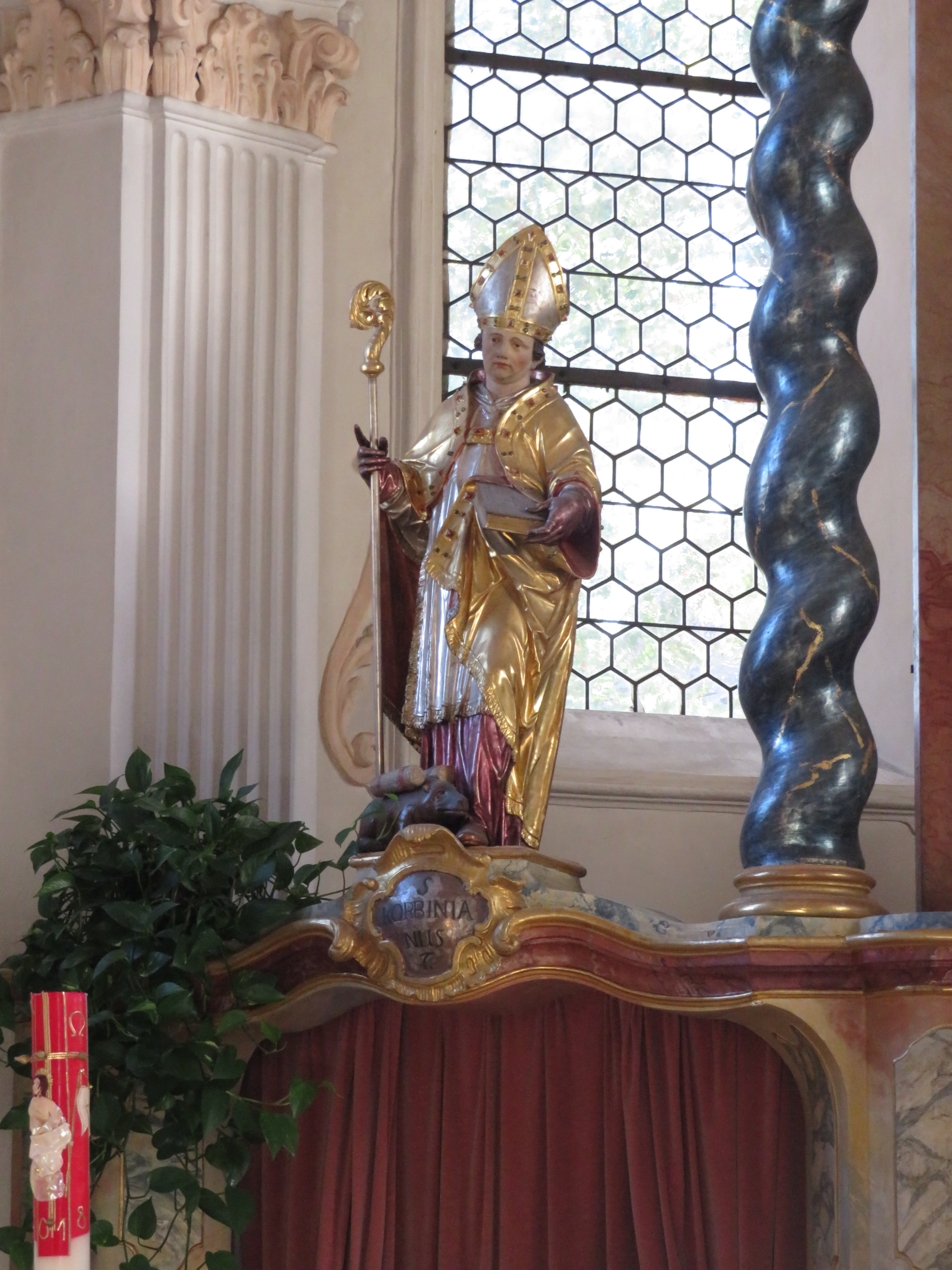
Figur des hl. Korbinian am Hochaltar
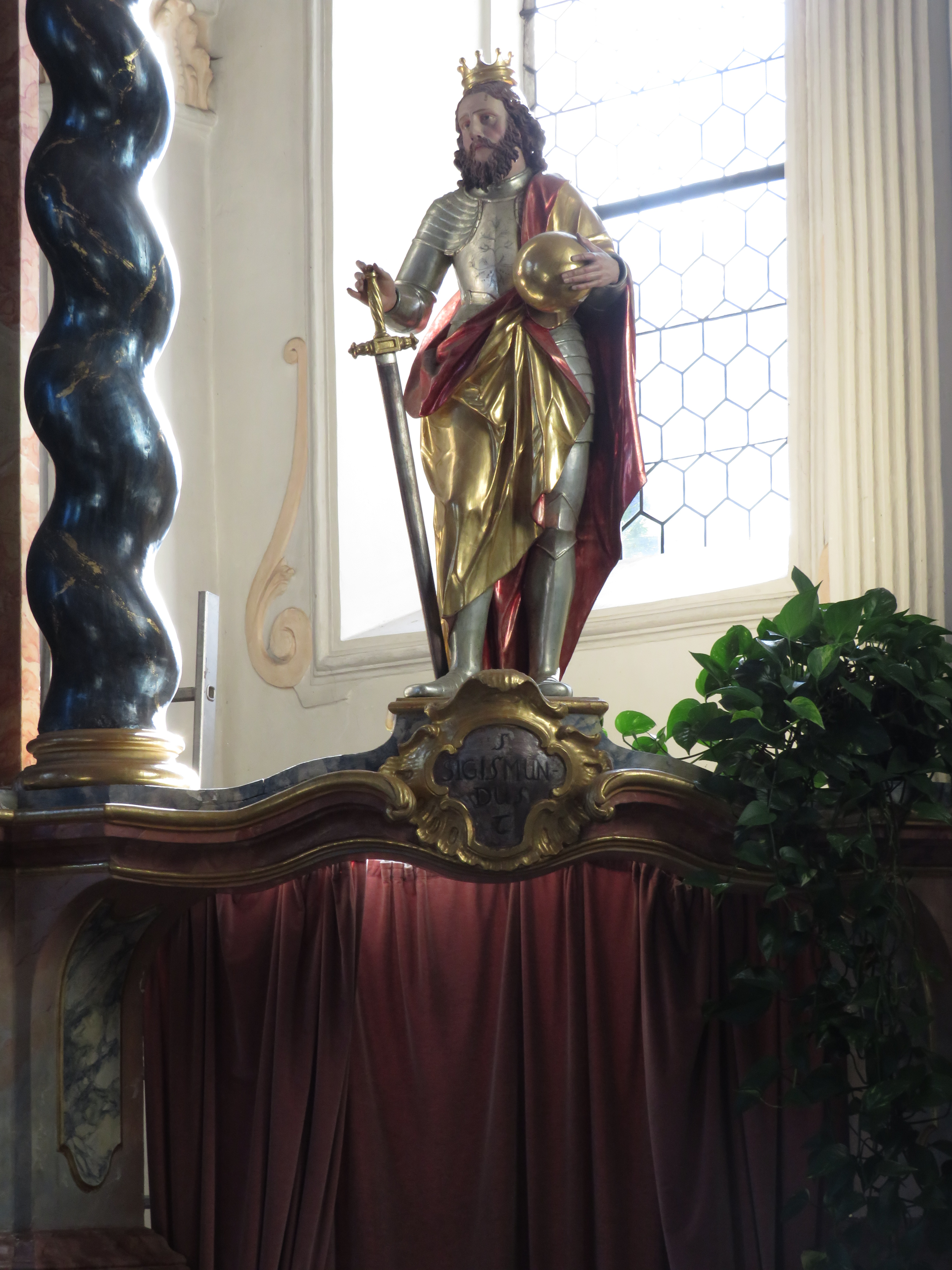
Figur des hl. Sigismund am Hochaltar
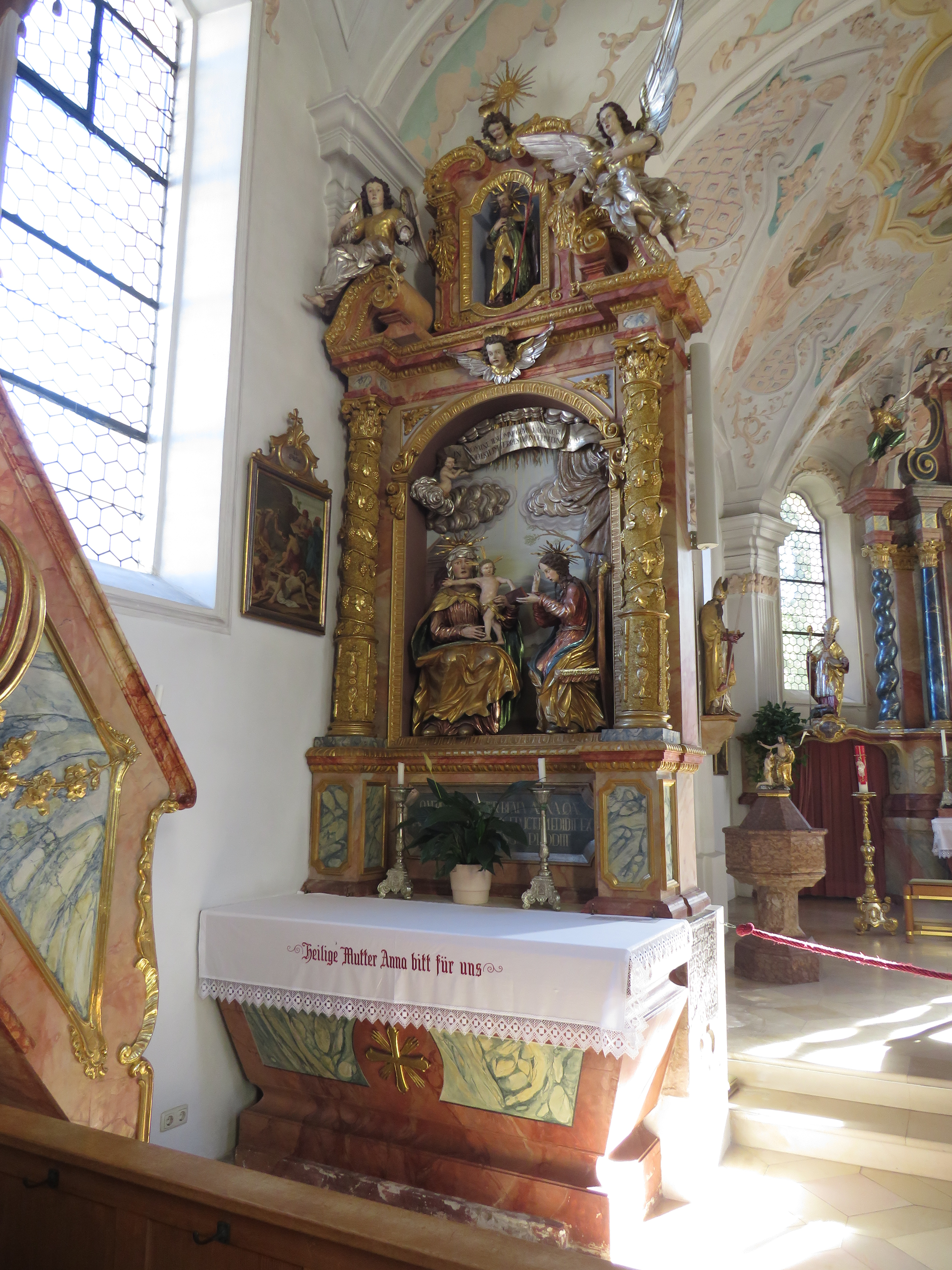
Linker Seitenaltar mit der Figurengruppe Anna selbdritt
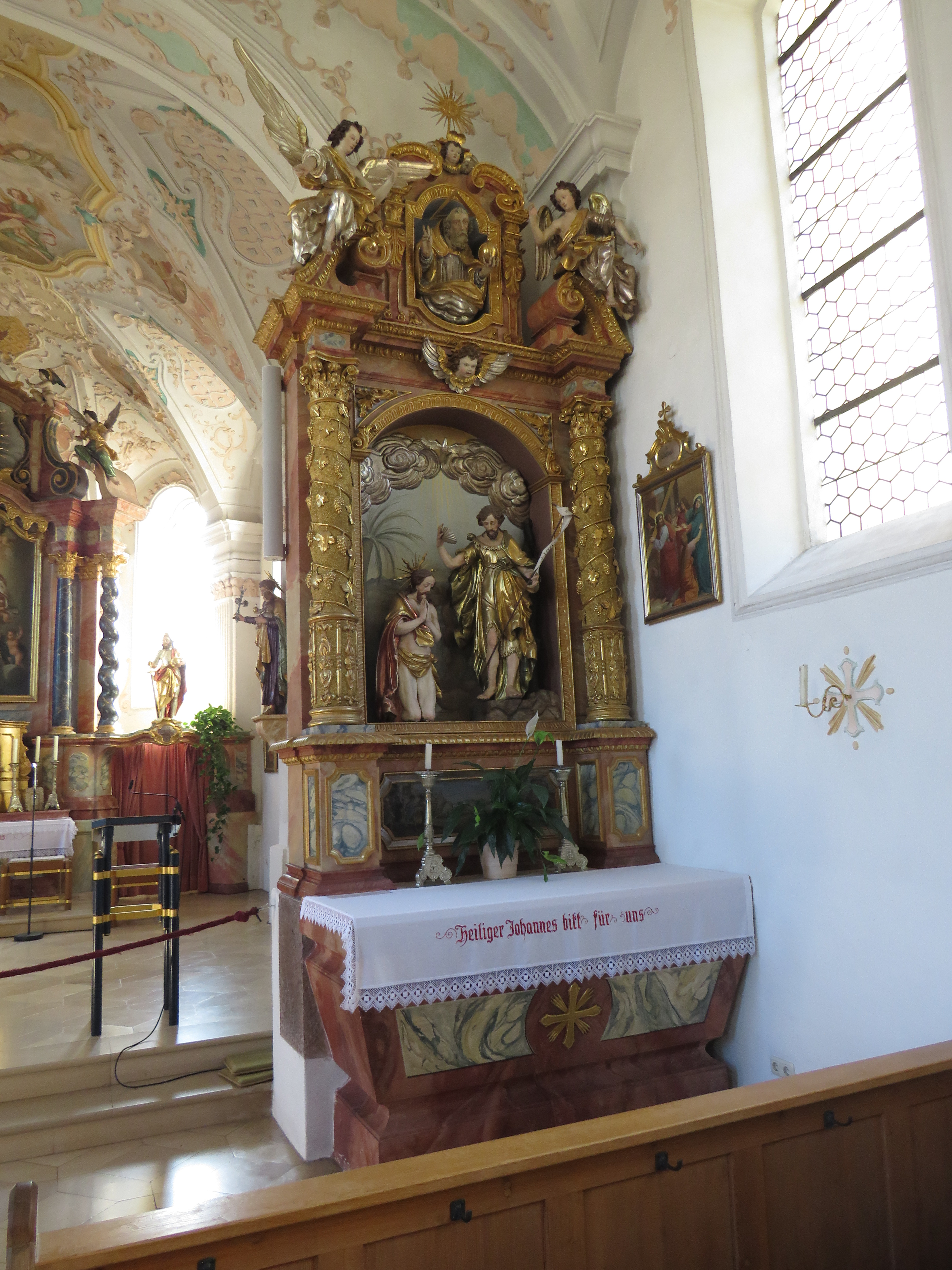
Rechter Seitenaltar mit der Figurengruppe Taufe Jesu
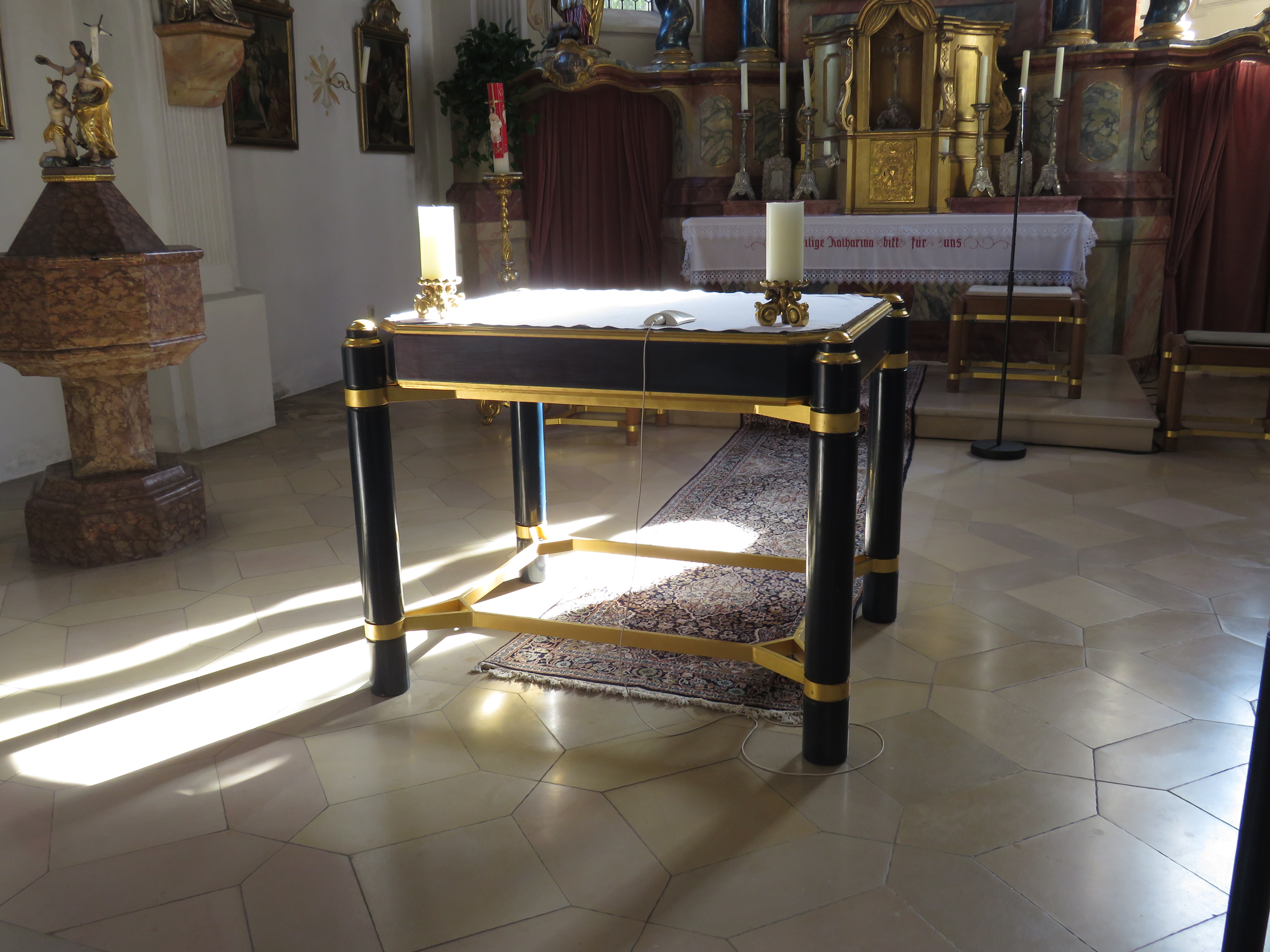
Moderner Volksaltar

### Kanzel

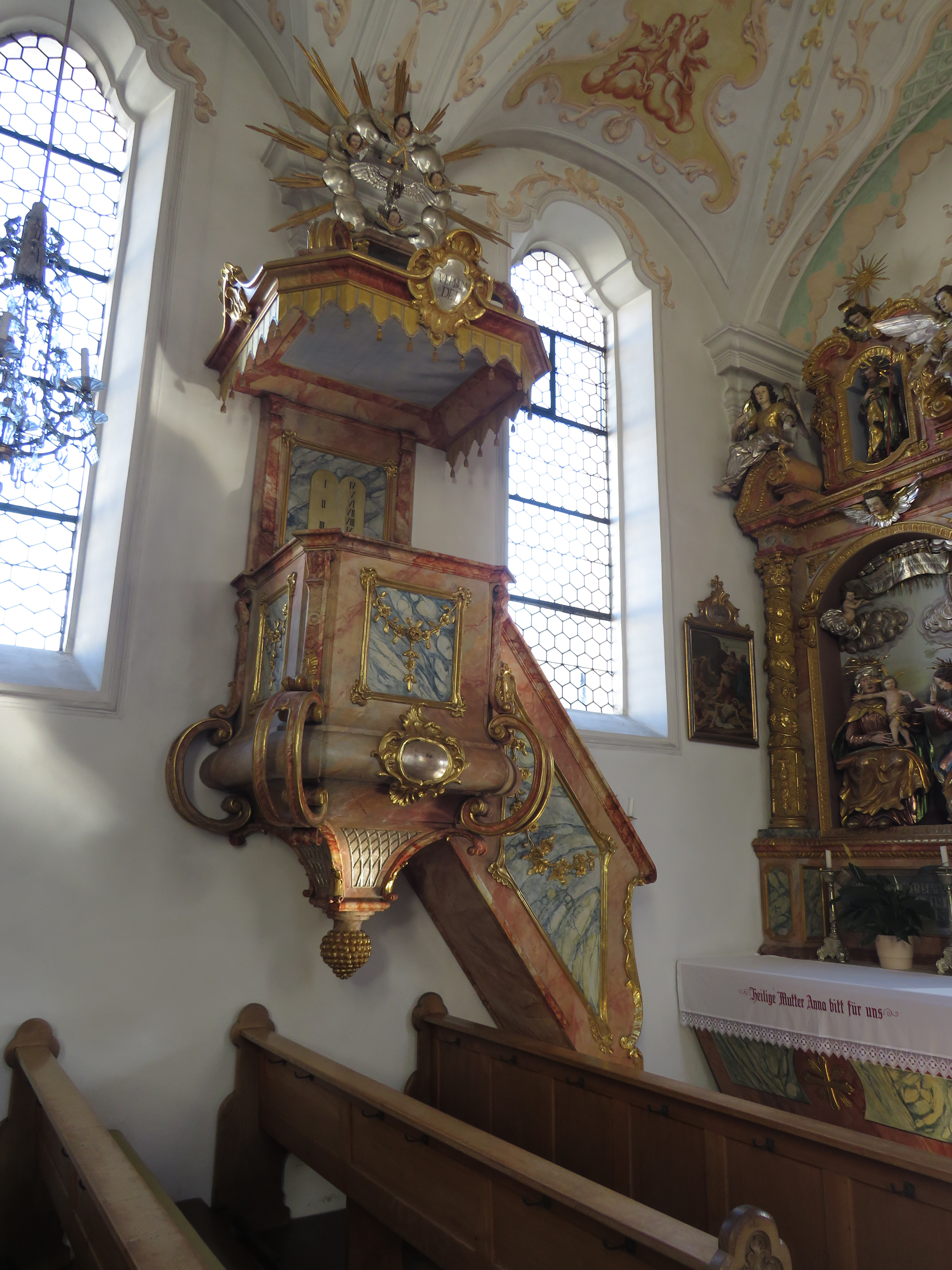
Kanzel im Stile des späten Rokoko (1778)

Erst 1778 und damit deutlich später als die übrige Ausstattung entstand die Kanzel, ein Spätrokokowerk der Münchner Johann Jakob Staudacher (Kistler), Anton Zächenberger (Bildhauer) und Joseph Benno Frühholz (Fassmaler). Sie umfasst einen polygonalen Korpus, der an den Kanten mit Volutenpilastern besetzt ist, und einen an den Ecken gefasten Schalldeckel mit Baldachin-Dekor. Obenauf befinden sich die Heilig-Geist-Taube und ein gleichseitiges Dreieck als Symbol der Heiligen Dreifaltigkeit; die Szene ist von Gewölk mit Engelsköpfen umgeben und mit einem Strahlenkranz hinterlegt. An der Rückwand der Kanzel sind die Gesetzestafeln mit den Zehn Geboten dargestellt.

### Übrige Ausstattung
Das gegenüber der Kanzel angebrachte Kreuz stammt der Zeit um 1480 und ist somit der Spätgotik zuzuordnen; es stammt aus der Erbauungszeit der Kirche. Darunter ist eine barocke Mater dolorosa angebracht. Aus der gleichen Zeit wie die Kanzel (1770er Jahre) stammt der Taufsteindeckel aus Holz, der von einer zierlichen Täufergruppe bekrönt wird. Der achteckige Rotmarmor-Taufstein selbst stammt aus der zweiten Hälfte des 15. Jahrhunderts. Er ist im Chorraum links aufgestellt.
An den Langhauswänden befinden sich zwei reich geschnitzte, vergoldete Schreine aus der Rokokozeit. Der Schrein auf der Nordseite enthält eine Kopie des Wessobrunner Gnadenbildes Maria, Mutter der Schönen Liebe, der auf der Südseite eine Schnitzfigur des Viehpatrons Leonhard. In einer eigens dafür erstellten Nische neben dem Südportal befindet sich eine Barockfigur des Heilands an der Geißelsäule, die in den 1970er Jahren aus Babensham bei Wasserburg am Inn erworben wurde. Weitere barocke Figuren sind die des heiligen Sebastian in einer Nische unter der Empore sowie der Heiligen Lantpert und Josef an den Wandpfeilern im Chorraum. In der Mariengrotte im Turmerdgeschoss wird von den Kirchenbesuchern eine nazarenische Madonnenfigur mit Jesuskind verehrt, die in der zweiten Hälfte des 19. Jahrhunderts geschaffen wurde. Dieselbe Zeitstellung weisen die 14 Kreuzwegstationen auf, die nach der Vorlage des Kreuzwegs von Joseph von Führich in der Wiener Altlerchenfelder Kirche gemalt wurden.
Als alte Pfarrkirche besitzt St. Katharina einige Epitaphien von Geistlichen aus der Barockzeit – im südlichen Portalvorbau von Caspar Döpsl († 1591) und Johannes Ranpeckh († 1602), beim Chorbogen von Thomas Bauhofer († 1617) und Georg Furtner († 1709).

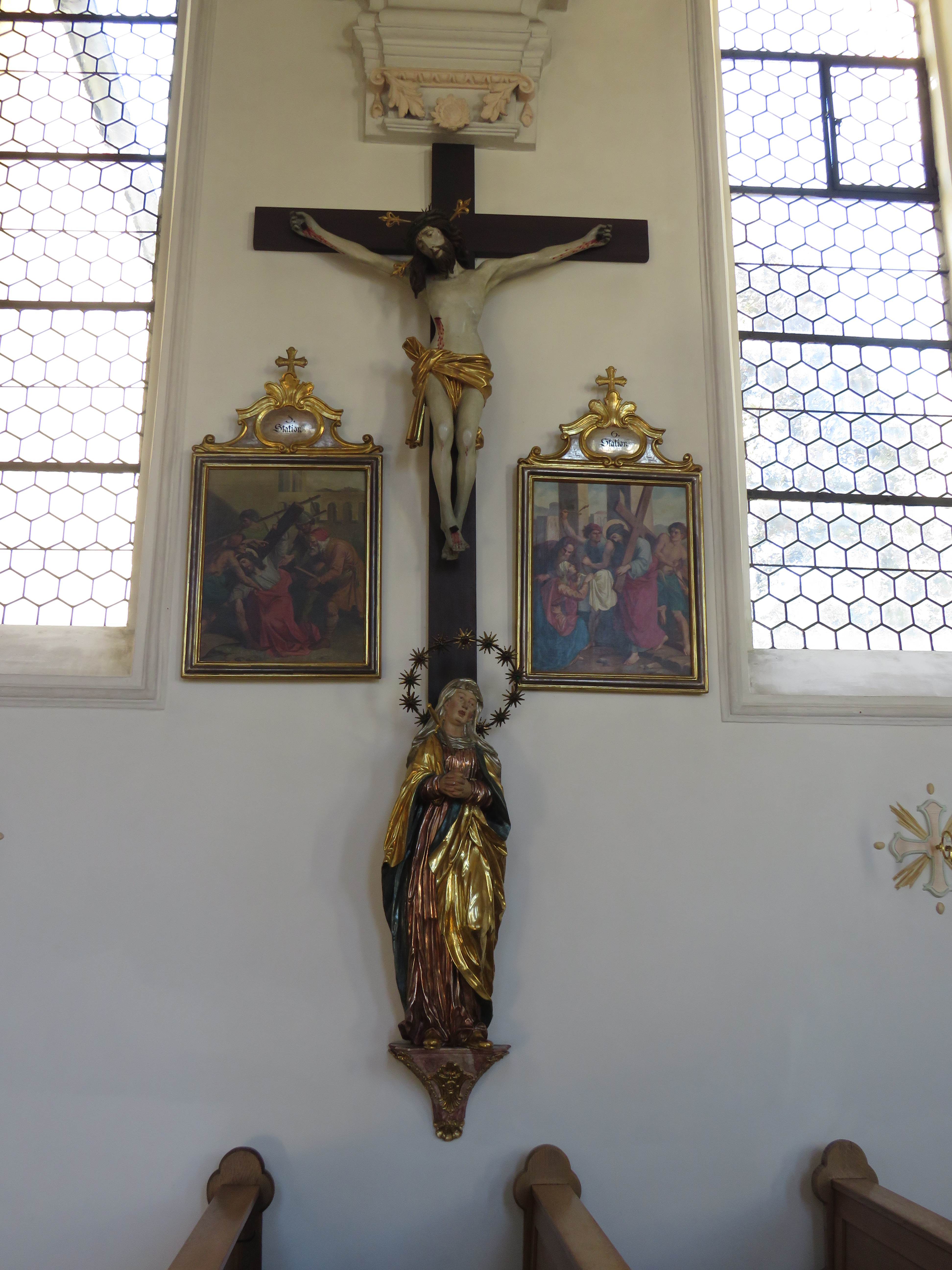
Spätgotisches Kruzifix mit barocker Mater dolorosa
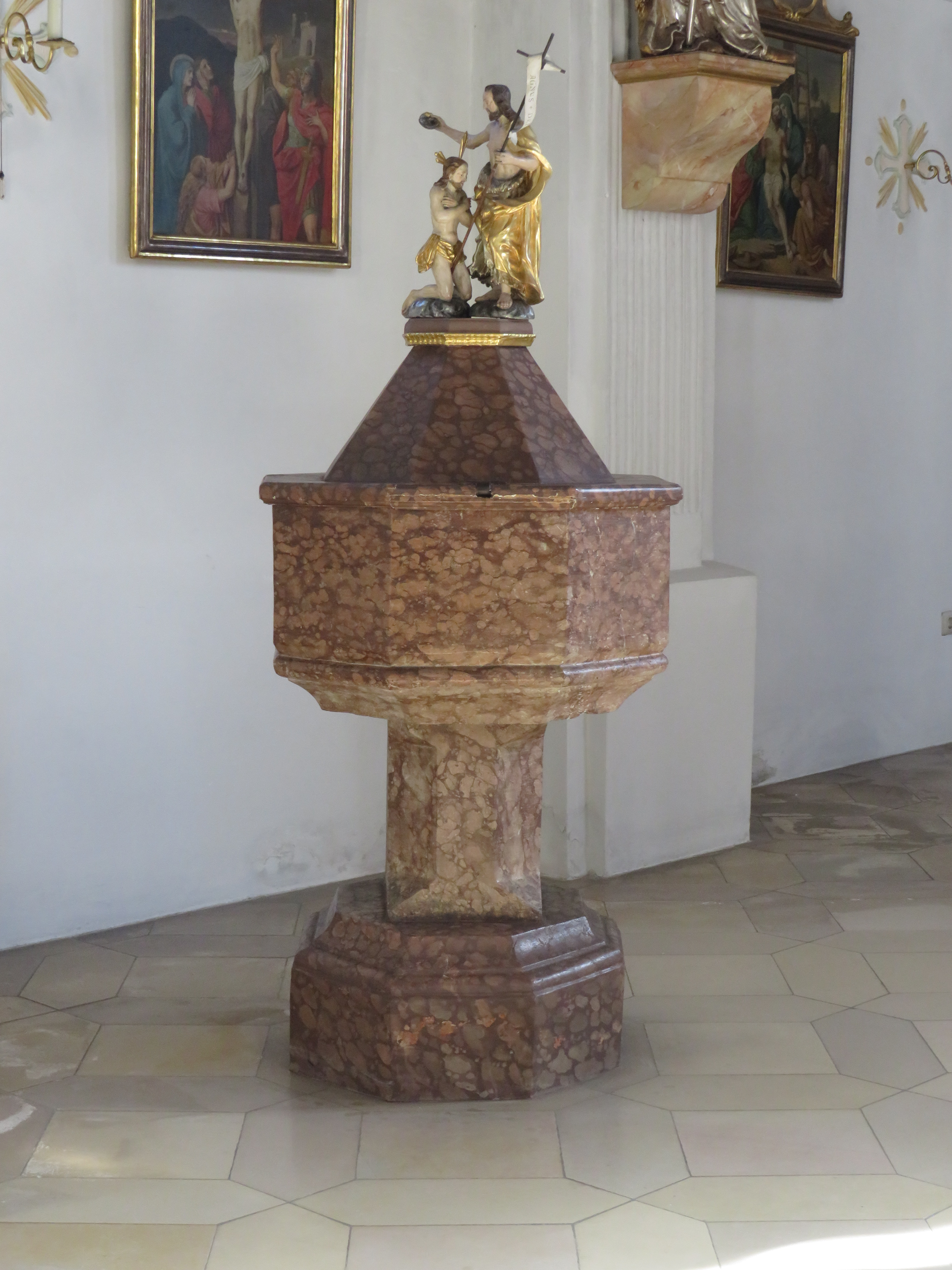
Spätgotischer Rotmarmor-Taufstein; auf dem Deckel Rokoko-Täufergruppe
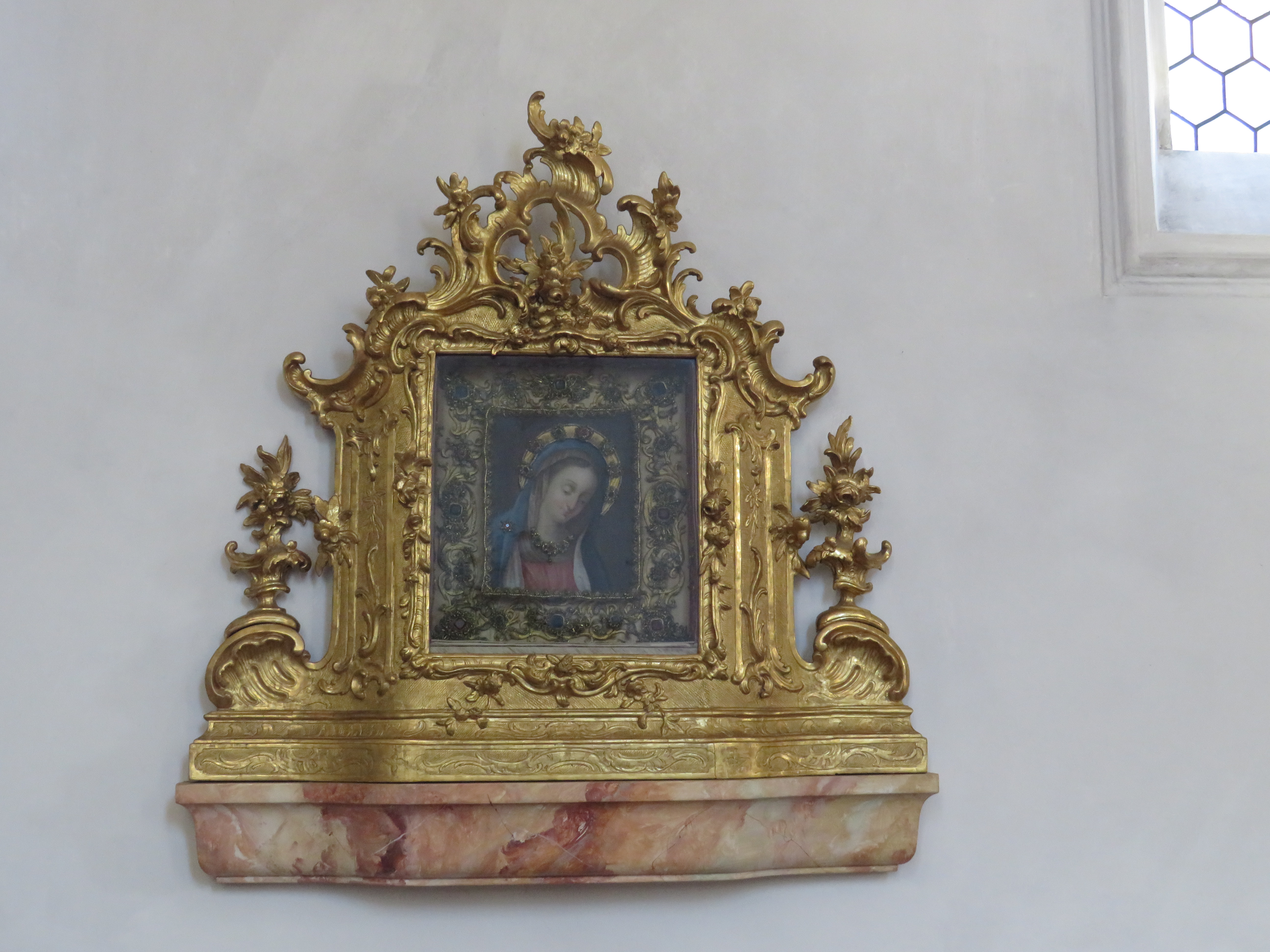
Rokokoschrein mit Nachbildung des Wessobrunner Gnadenbildes
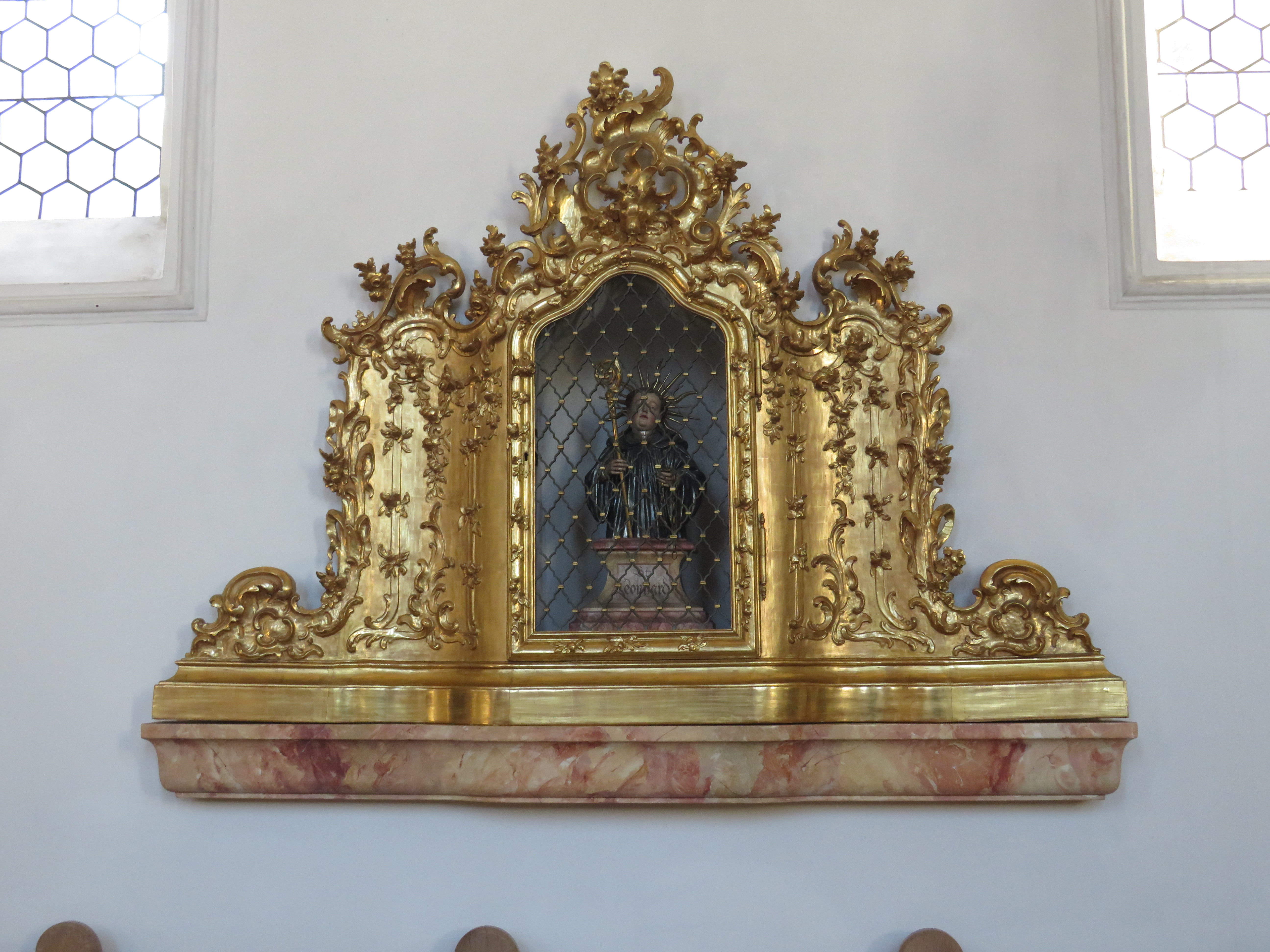
Rokokoschrein mit Figur des hl. Leonhard
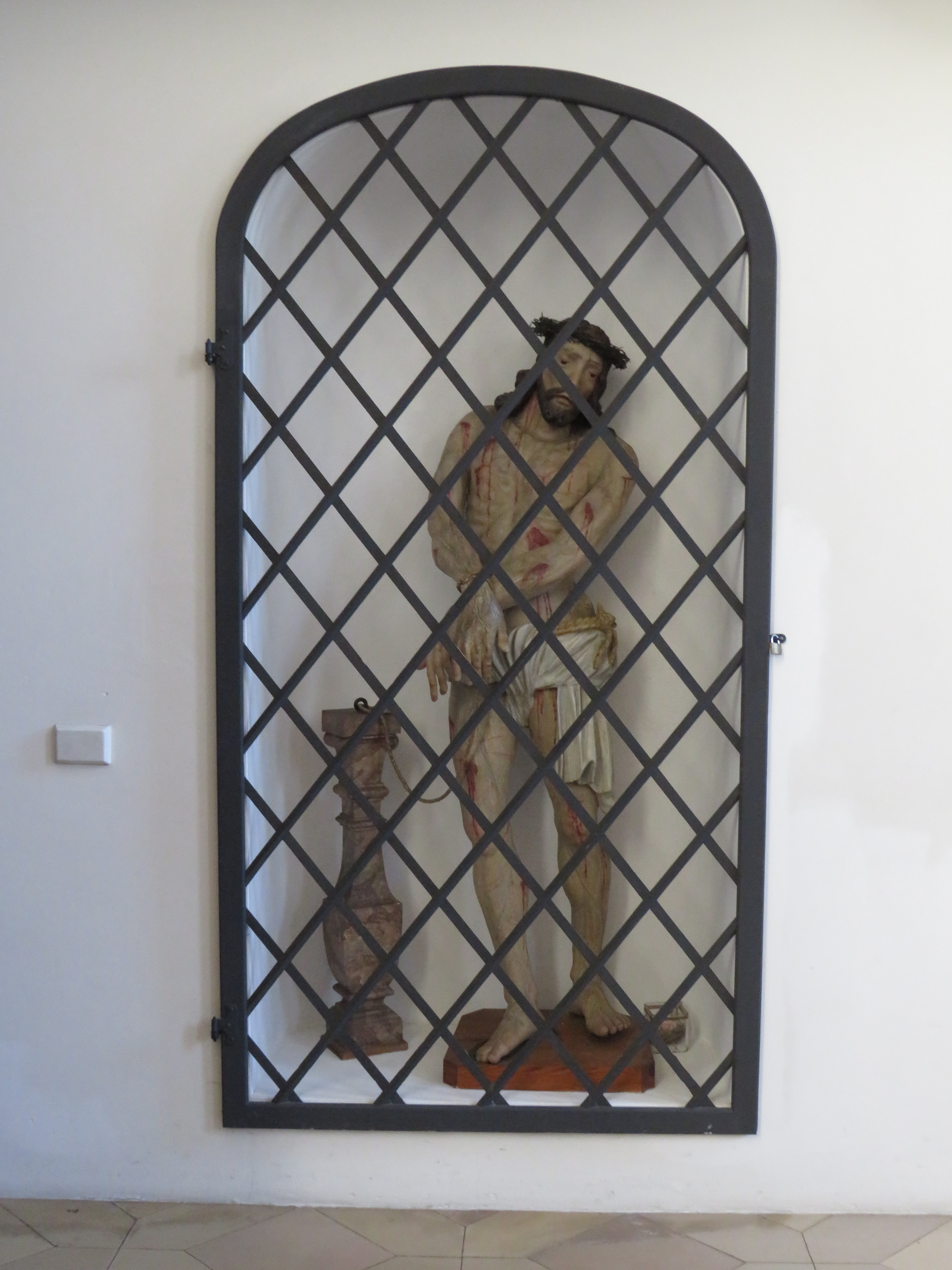
Figur des Heilands an der Geißelsäule
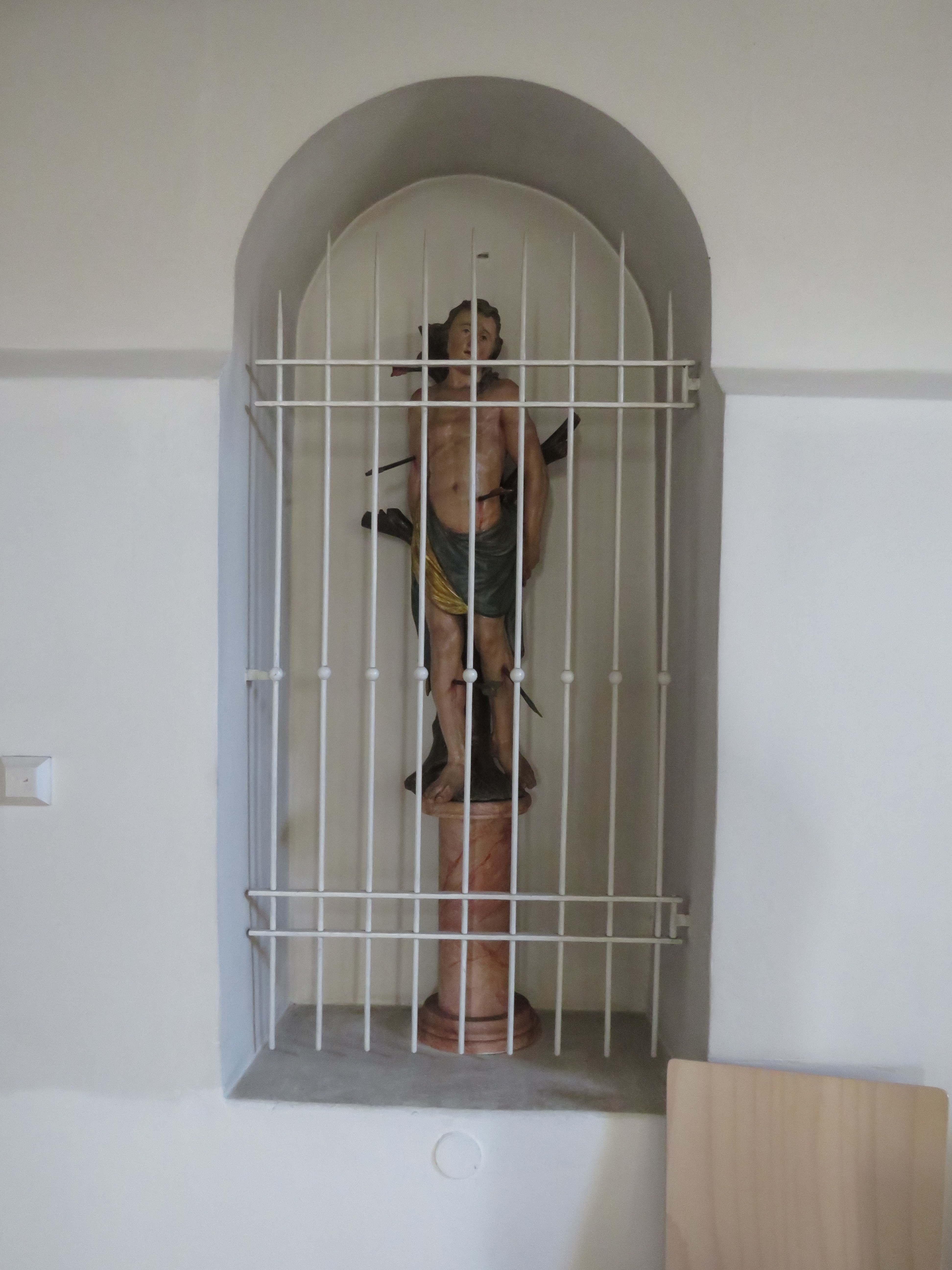
Figur des hl. Sebastian
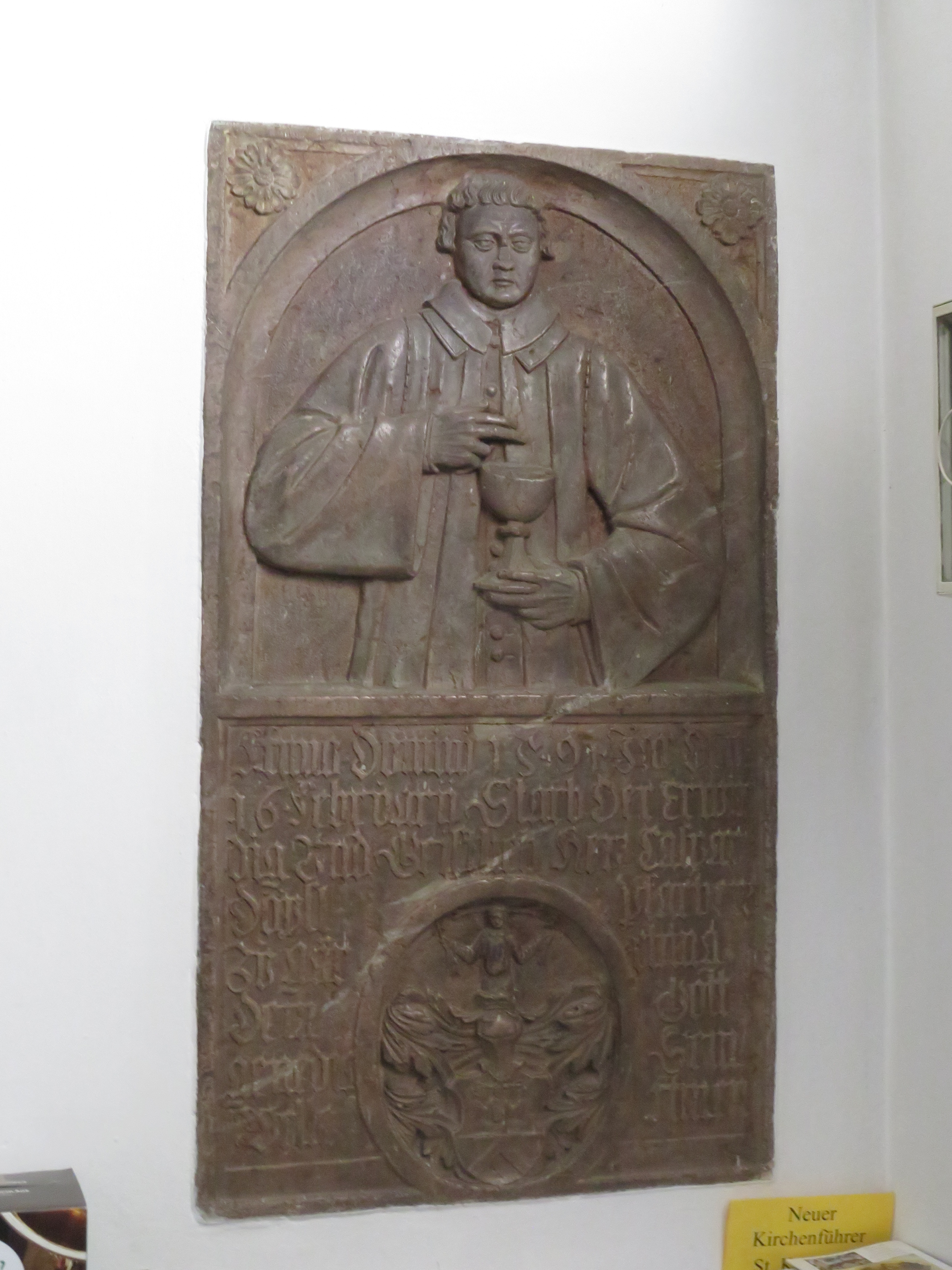
Epitaph für Pfarrer Caspar Döpsl († 1591)
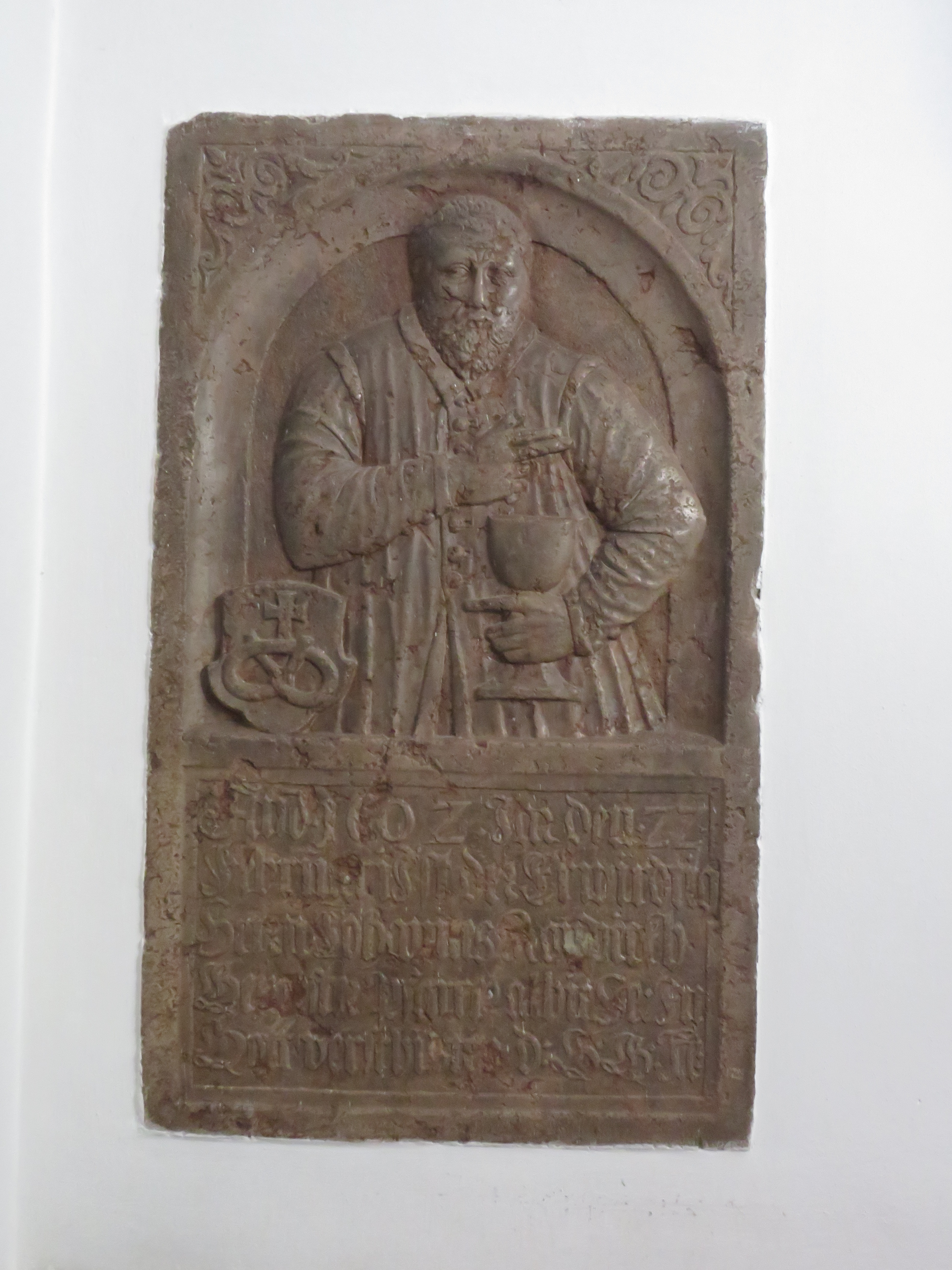
Epitaph für Pfarrer Johannes Ranpeckh († 1602)

### Orgel
Die in einem fünfteiligen Neobarock-Prospekt untergebrachte Orgel wurde 1893 von Franz Borgias Maerz aus München erbaut. Im Zuge der Renovierung 1988/90 wurden vergoldeten Schleierbretter nach Vorlage des Originals neu geschnitzt. Im Jahr 2013 wurde das Instrument von der Firma Orgelbau Linder aus Nußdorf am Inn aufwändig restauriert. Es besitzt zehn Register auf einem Manual und Pedal. Die Disposition lautet wie folgt:

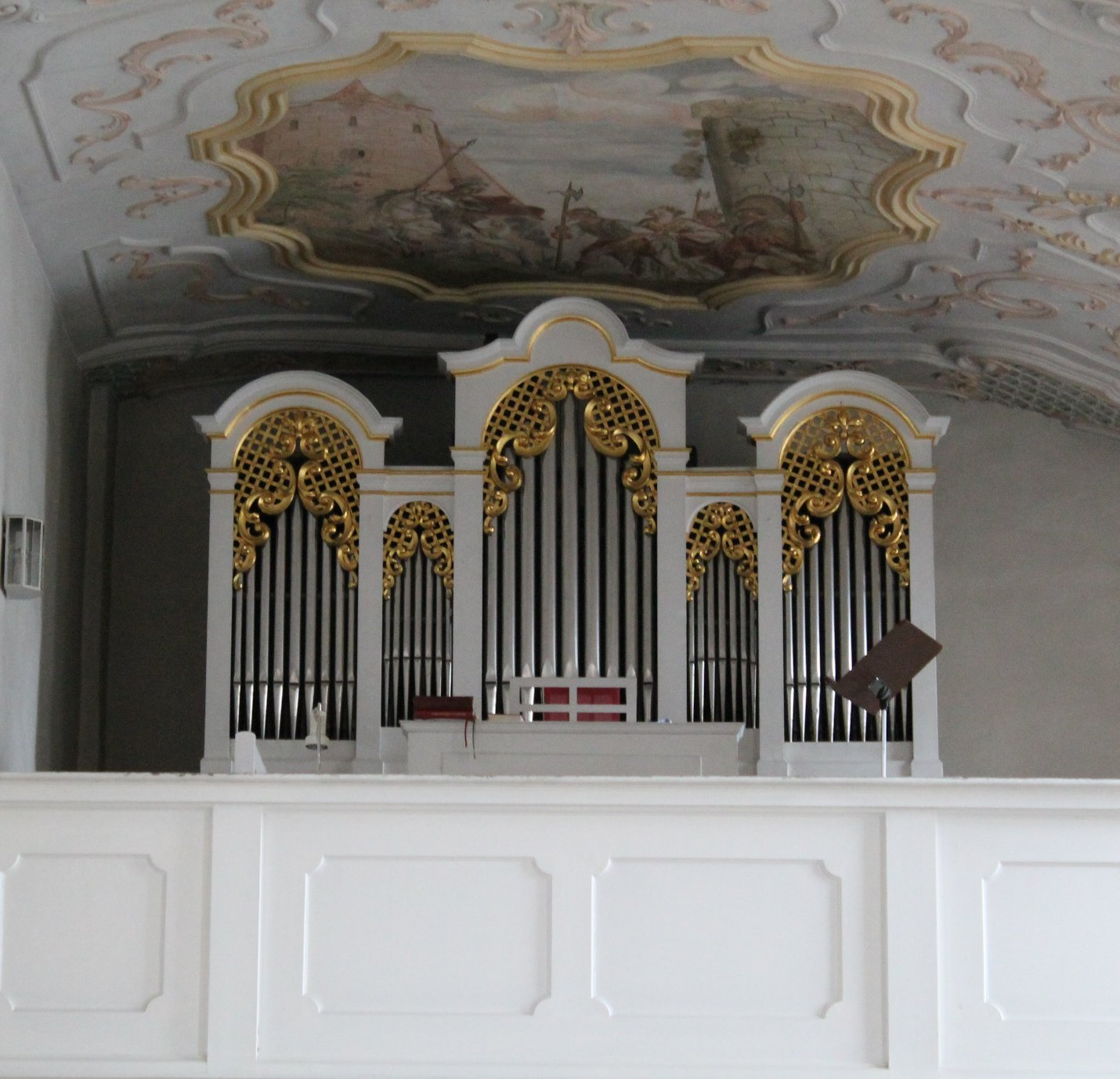
Blick zur Orgelempore

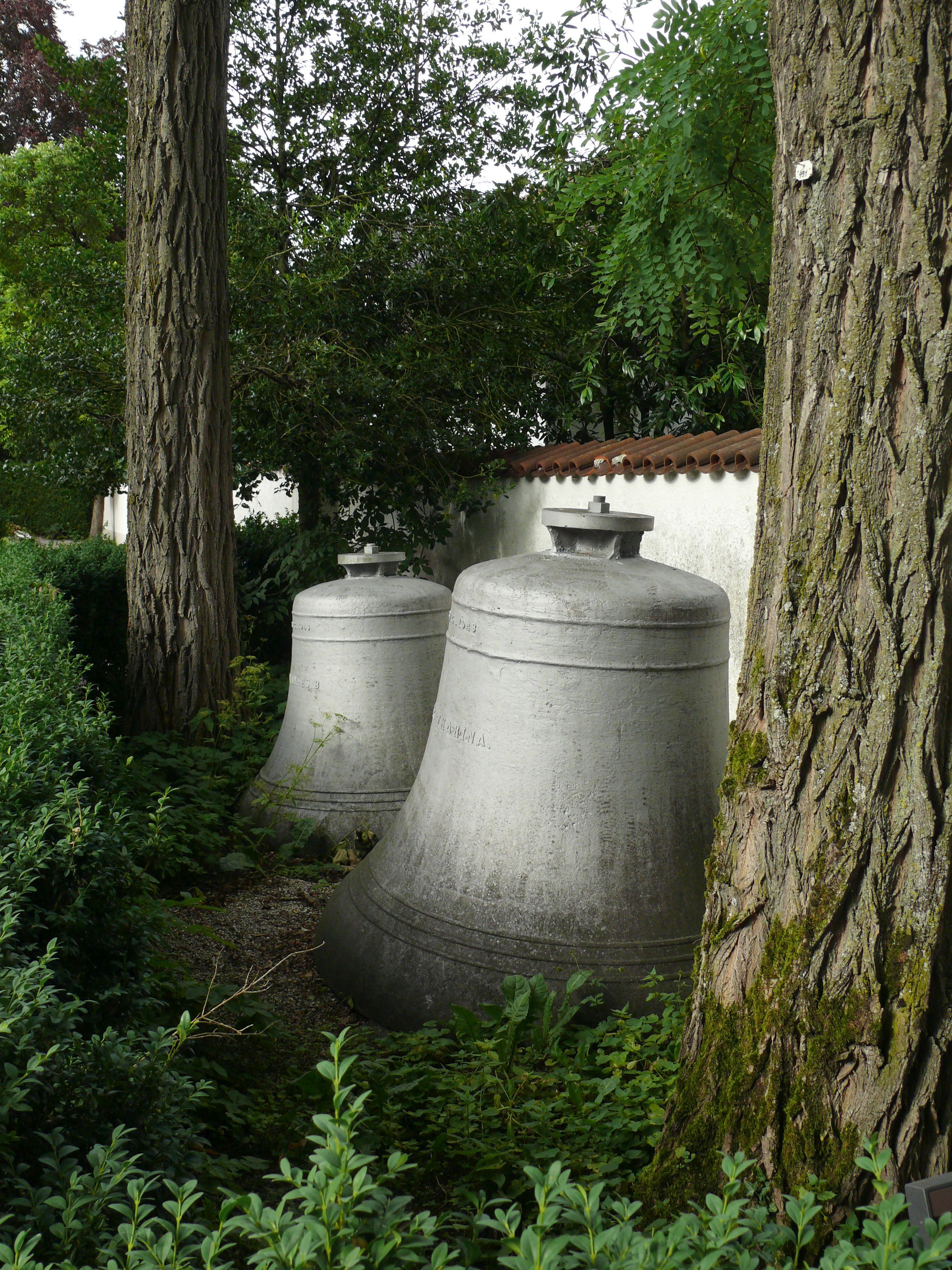
Glocken von 1948

| Manual C–f3 |              |       |
| 1.          | Principal    | 8′    |
| 2.          | Tibia        | 8′    |
| 3.          | Gedeckt      | 8′    |
| 4.          | Gamba        | 8′    |
| 5.          | Salicional   | 8′    |
| 6.          | Octave       | 4′    |
| 7.          | Traversflöte | 4′    |
| 8.          | Mixtur IV    | 2 ⁄3′ |

| Pedal C–d1 |        |     |
| 9.         | Subbaß | 16′ |
| 10.        | Violon | 8′  |

- Koppeln: Pedalkoppel
- Spielhilfe: Plenotritt

### Glocken
Die Kirche verfügt heute über fünf Glocken, die im Glockenstuhl des im Kern romanischen Turmes untergebracht sind. In den beiden Weltkriegen mussten jeweils die zwei großen Glocken des ursprünglich nur dreistimmigen Geläuts abgegeben werden. 1948 erhielt die Katharinenkirche zwei Gussstahlglocken des Bochumer Vereins mit den Schlagtönen c1 und es1. Diese sind heute südlich der Kirche beim Kriegerdenkmal abgestellt. 
Im Jahr 2006 wurde ein neues Geläut aus vier Bronzeglocken von der Gießerei Perner aus Passau aufgezogen. Die Glocken wurden am 7. Mai 2006 geweiht und erklangen am 22. Oktober 2006 zum ersten Mal. Die fünfte und kleinste Glocke, ebenfalls aus Bronze, wurde 1622 von Bartholomäus Wengle, München gegossen. 
Die Glocken im Einzelnen:
| Glocke | Name                             | Durchmesser | Gewicht  | Schlagton (HT-1⁄16) | Inschrift |
| ------ | -------------------------------- | ----------- | -------- | ------------------- | --- |
| 1      | Christusglocke                   | 1207 mm0    | 1059 kg0 | f′+4                | Ich bin der Weg und die Wahrheit und das Leben                                                                  |
| 2      | Katharinenglocke                 | 972 mm      | 560 kg   | a′+2                | Veni, sponsa Christi, accipe coronam, quam tibi dominus paravit in aeternum (vgl. Inschrift über dem Chorbogen) |
| 3      | Marienglocke                     | 817 mm      | 345 kg   | c″+4                | Was er euch sagt, das tut                                                                                       |
| 4      | Benediktglocke                   | 722 mm      | 231 kg   | d″+3                | Ora et labora                                                                                                   |
| 5      | Schutzengelglocke (Sterbeglocke) | 700 mm      | 200 kg   | e″                  | |